# Madame Roland
Marie-Jeanne 'Manon' Roland de la Platière (Parijs, 17 maart 1754 – aldaar, 8 november 1793), geboren Marie-Jeanne Phlipon en bekend onder de naam Madame Roland, was een Frans revolutionaire, salonnière en schrijfster.
Ze leidde aanvankelijk met haar man, de econoom Jean-Marie Roland de la Platière, een rustig en onopvallend bestaan als intellectueel in de provincie. Toen in 1789 de Franse Revolutie uitbrak, raakte ze geïnteresseerd in politiek. De eerste jaren van de revolutie maakte ze mee in Lyon, waar haar man in de gemeenteraad werd gekozen. In deze periode ontwikkelde Madame Roland een netwerk van contacten met politici en journalisten. Haar analyses van de ontwikkelingen in Lyon werden in revolutionaire kranten gepubliceerd.
In 1791 vestigde het echtpaar zich in Parijs, waar Madame Roland een leidende rol kreeg binnen de politieke groep de girondijnen. Dit was een van de meer gematigde revolutionaire facties. Zij stond bekend om haar intelligentie, scherpe politieke analyses en vasthoudendheid, en was een goede lobbyist en onderhandelaar. De politieke salon die zij een paar keer per week in haar woning hield, was een belangrijke ontmoetingsplaats voor politici. Ze was echter ook erg overtuigd van haar eigen gelijk en morele superioriteit. Daardoor heeft ze belangrijke politieke leiders als Robespierre en Danton van zichzelf – en van de girondijnen – vervreemd.
Madame Roland was geen pleitbezorgster voor grotere politieke rechten voor vrouwen. Hierin verschilde ze van feministische revolutionairen als Olympe de Gouges en Etta Palm. Ze verkondigde de mening dat vrouwen maar een beperkte rol zouden moeten spelen in het openbare en politieke leven. Dit was al tijdens haar leven voor velen moeilijk te rijmen met haar actieve betrokkenheid bij de politiek, en haar invloed binnen de girondijnen.
Toen haar man in 1792 onverwacht minister van Binnenlandse Zaken werd, groeide haar politieke invloed. Ze schreef ministeriële brieven, nota's en toespraken, en was betrokken bij beslissingen over politieke benoemingen. Ook had ze de leiding over een bureau dat de publieke opinie in Frankrijk probeerde te beïnvloeden. Ze werd zowel bewonderd als verguisd, en vooral door de sansculotten van Parijs echt gehaat. In de machtsstrijd tussen de girondijnen en de radicalere jakobijnen en montagnards voerden de publicisten Marat en Hébert een lastercampagne tegen Madame Roland. Zij was de eerste girondijn die tijdens de Terreur werd gearresteerd en stierf enkele maanden later onder de guillotine.
In de maanden voor haar terechtstelling schreef Madame Roland in de gevangenis haar memoires. Ze vormen – net als haar brieven – een waardevolle bron van informatie over de eerste jaren van de Franse Revolutie.

## Jeugd

### Kindertijd
Marie-Jeanne Phlipon, roepnaam Manon, was de dochter van Pierre Gatien Phlipon, graveur, en zijn vrouw Marguerite Bimont, dochter van een handelaar in fournituren. Haar vader was zakelijk succesvol en het gezin leefde in redelijke welvaart aan de Quai de l'Horloge in Parijs. Zij was het enig overlevende kind van het echtpaar Phlipon; zes andere kinderen stierven op jonge leeftijd. De eerste twee jaar van haar leven woonde ze bij een voedster in Arpajon, een kleine plaats ten zuidoosten van Parijs.
Manon Phlipon had zichzelf als vijfjarige leren lezen en ook tijdens de catechismuslessen viel op dat ze intelligent was. Daarom, en omdat ze enig kind was, kreeg ze meer en beter onderwijs dan in die tijd voor een meisje uit haar sociale milieu gebruikelijk was; dat was echter nog steeds minder dan een jongen uit hetzelfde milieu had gekregen. Voor vakken als schoonschrift, geschiedenis, aardrijkskunde en muziek kwamen er onderwijzers aan huis. Haar vader leerde haar tekenen en kunstgeschiedenis, een oom die priester was gaf haar Latijnse les en haar grootmoeder, die gouvernante was geweest, nam spelling en grammatica voor haar rekening. Daarnaast leerde ze van haar moeder hoe ze een huishouden moest bestieren.
Als kind was ze net als haar moeder erg religieus. Op haar elfde woonde ze op eigen verzoek een jaar in een klooster om zich goed te kunnen voorbereiden op haar eerste communie. Al enkele jaren later zou ze vraagtekens gaan zetten bij het geloof en de leerstellingen van de Rooms-Katholieke Kerk. Hoewel ze zich uiteindelijk van de kerk afkeerde, bleef ze haar leven lang geloven in het bestaan van God, de onsterfelijkheid van de ziel, en aan de morele plicht om goed te doen. Haar ideeën komen heel dicht bij het deïsme.

### Studeren en schrijven
Na terugkeer uit het klooster kreeg ze weinig formeel onderwijs meer, maar ze bleef lezen en studeren; in die zin kan ze bijna volledig autodidact genoemd worden. Ze las boeken over allerlei onderwerpen: geschiedenis, wiskunde, landbouw en recht. Ze ontwikkelde een grote voorliefde voor de klassieken; zoals veel van haar generatiegenoten werd ze geïnspireerd door de biografieën van beroemde Grieken en Romeinen in de Vitae Parallelae (Parallelle levens) van Plutarchus.

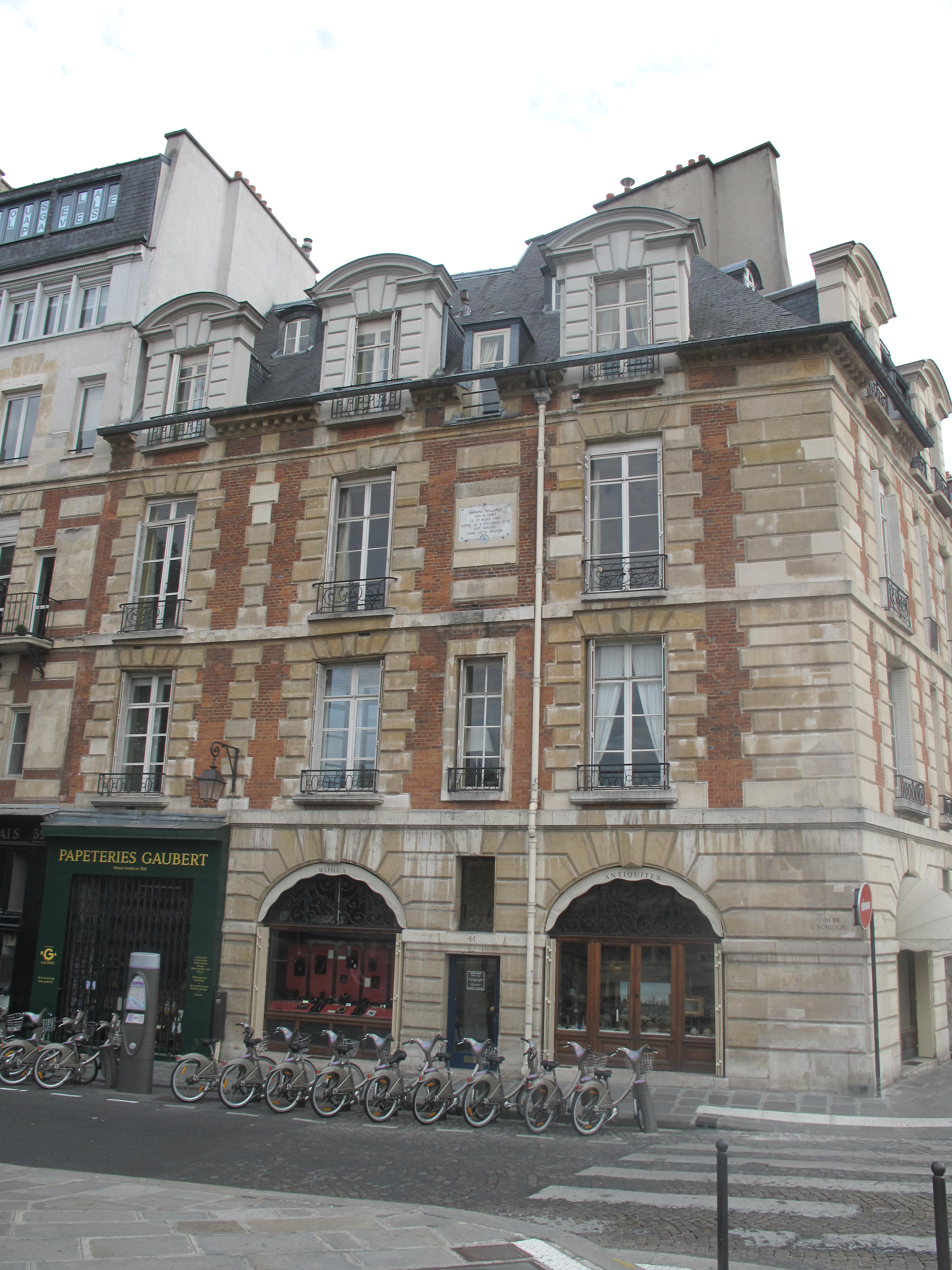
Huis aan de Quai de l'Horloge in Parijs waar Madame Roland als kind woonde.

 Manon Phlipons ideeën over de sociale verhoudingen in Frankrijk werden onder andere gevormd door een beleefdheidsbezoek aan kennissen van haar grootmoeder aan het hof van Versailles. Ze was niet onder de indruk van het zelfingenomen gedrag van de adellijke personen die ze ontmoette. Ze vond het merkwaardig dat mensen privileges kregen op basis van hun komaf en niet op basis van verdienste. Ze verdiepte zich in filosofie, met name in het werk van Jean-Jacques Rousseau, en zijn democratische ideeën hebben haar denken over politiek en sociale rechtvaardigheid sterk beïnvloed. Ook op andere gebieden was Rousseau voor haar heel belangrijk. Ze zei later dat zijn boeken haar hadden laten zien hoe iemand een gelukkig en vervuld leven kon leiden. Gedurende haar hele leven zou ze Rousseaus Julie, ou La Nouvelle Héloïse regelmatig herlezen en gebruiken als inspiratiebron.
Ze was ontevreden over de mogelijkheden die ze als vrouw had en schreef aan vrienden dat ze graag in de Romeinse oudheid had geleefd. Ze overwoog een tijd lang om het bedrijf van haar vader over te nemen. Ze correspondeerde met een aantal erudiete oudere mannen – vaak opdrachtgevers of klanten van haar vader – die een mentorrol vervulden bij haar studie. Van lieverlee ging ze zelf filosofische essays schrijven. Deze liet ze onder de titel Oeuvres des loisirs ('werken ter ontspanning') in manuscript onder haar vrienden circuleren. In 1777 deed ze mee aan een essaywedstrijd rond het thema 'Hoe de educatie van vrouwen eraan kan bijdragen mannen beter te maken'. Haar essay viel niet in de prijzen.

## Jaren voor de Franse Revolutie

### Huwelijk
Ook in het sociale milieu van de Phlipons werden huwelijken meestal gearrangeerd; het was ongebruikelijk dat een jonge vrouw als Manon Phlipon, enig kind uit een welvarend gezin, op haar twintigste nog niet was getrouwd. Ze kreeg zeker tien aanzoeken, maar wees ze allemaal af. Ze had een korte romance met de schrijver Pahin de la Blancherie die op een teleurstelling uitliep. Een kennis van haar vader, een weduwnaar van 56 met wie ze correspondeerde over wijsgerige vraagstukken, vroeg haar om bij hem op zijn landgoed te komen wonen, zodat ze samen zouden kunnen filosoferen. Zij liet doorschemeren wel iets voor een platonisch huwelijk te voelen, maar daar kwam het niet van.

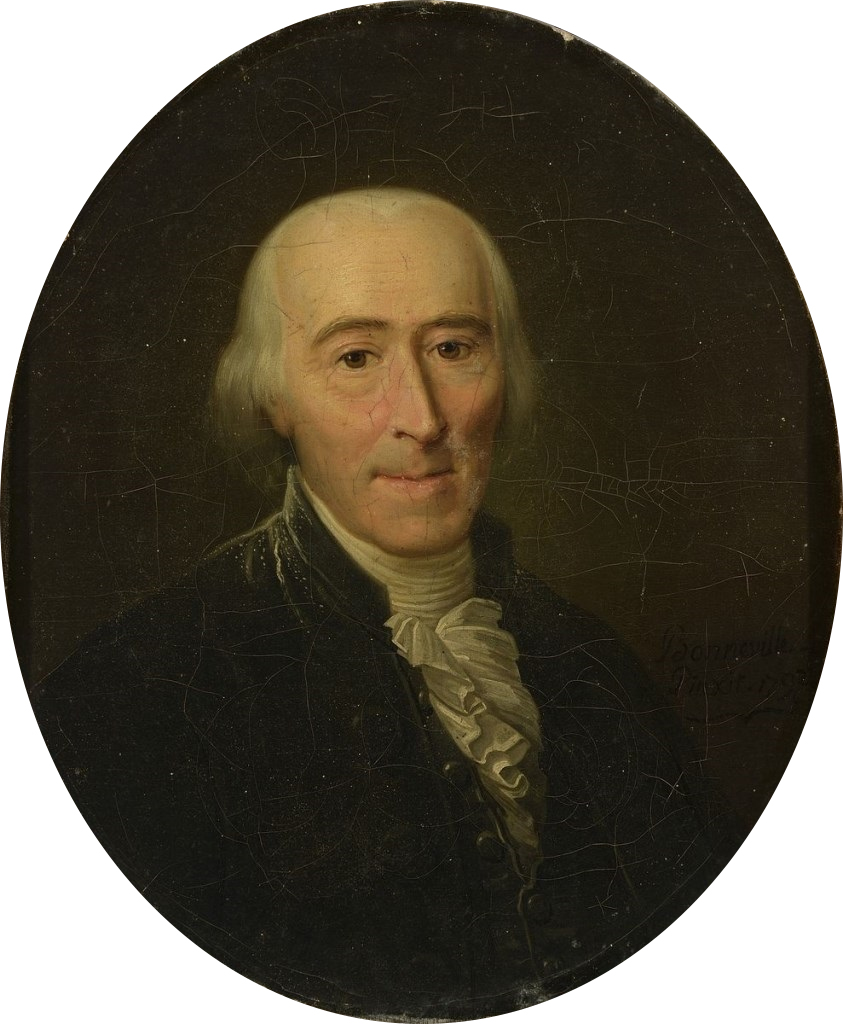
Jean-Marie Roland de la Platière, de man van Manon Roland

In 1776 leerde Manon Phlipon de twintig jaar oudere Jean-Marie Roland de la Platière kennen. Hij was inspecteur des manufactures in Picardië en belast met de kwaliteitscontrole van de producten van plaatselijke fabrikanten en ambachtslieden. Hij was een deskundige op het gebied van productie, handel en economisch beleid, in het bijzonder van de textielindustrie. Hij was intelligent, zeer belezen en bereisd, maar stond ook bekend als een moeilijk mens: erg overtuigd van zijn eigen gelijk en snel geïrriteerd. Hierdoor lukte het hem vaak niet zijn op zich goede plannen voor economische hervormingen ten uitvoer te brengen en verliep zijn carrière niet zo voorspoedig als hij wilde.
Zijn familie had in het verleden tot de lagere adel behoord, maar voerde eind 18e eeuw geen titel meer. De familienaam was oorspronkelijk alleen 'Roland'. Een voorouder had 'de la Platière' toegevoegd als een verwijzing naar een landgoed dat de familie in bezit had. Jean-Marie Roland gebruikte het adellijk klinkende toevoegsel tijdens het ancien régime, maar liet het weg toen tijdens de revolutie adellijke titels werden afgeschaft. Er was een duidelijk standsverschil met de familie van Manon Phlipon die bestond uit ambachtslieden en kleine winkeliers. Dit was voor haar reden om een eerste huwelijksaanzoek van Roland in 1778 te weigeren. Een jaar later accepteerde ze zijn aanzoek wel. De huwelijksplannen werden in eerste instantie geheimgehouden omdat Roland weerstand van zijn familie verwachtte. Voor de begrippen van die tijd was het voorgenomen huwelijk een 'mesalliance': een huwelijk dat vanwege het standsverschil tussen de echtelieden als ongepast werd gezien.
Zij trouwden in februari 1780 en bleven aanvankelijk in Parijs wonen, waar Roland op het ministerie van Binnenlandse Zaken werkte. Madame Roland hielp haar man vanaf het begin van het huwelijk in zijn werk, min of meer als zijn secretaris. In haar vrije tijd volgde ze lezingen over natuurlijke historie in de Jardin des Plantes, de botanische tuin van Parijs. Hier maakte ze kennis met Louis-Augustin Bosc d'Antic, een natuurhistoricus met wie ze tot haar dood nauw bevriend bleef. Uit deze tijd in Parijs dateert ook haar vriendschap met François Xavier Lanthenas, een latere parlementariër, die jarenlang verliefd op haar was.

### Amiens en Lyon
Na een jaar in Parijs verhuisde het echtpaar Roland naar Amiens. Daar werd in 1781 hun enig kind Eudora geboren. Ongebruikelijk voor die tijd – maar helemaal in lijn met de theorieën van Rousseau – gaf Madame Roland haar dochter zelf de borst in plaats van haar uit te besteden aan een voedster. Zij schreef een uitgebreid en openhartig verslag over de bevalling en de problemen met borstvoeding en is daarmee een van de eerste vrouwen uit deze tijd die openlijk over dit soort onderwerpen schreef. Het verslag werd na haar dood gepubliceerd.

Het echtpaar leefde in Amiens vrij teruggetrokken en had weinig sociale contacten. Al in Parijs had Madame Roland haar man ondersteund in zijn werk en hun samenwerking ontwikkelde zich nu verder. In eerste instantie hield zij zich bezig met het kopiëren van teksten en was ze zijn onderzoeksassistent; haar rol was duidelijk ondergeschikt aan die van haar man. In haar memoires kijkt ze daar met wrevel op terug, maar uit haar brieven uit die periode blijkt niet dat ze zich tegen de taakverdeling verzette. Haar inhoudelijke inbreng werd gaandeweg groter; ze ging tekst redigeren en wijzigen, en uiteindelijk zelf stukken schrijven. Volgens haar eigen zeggen realiseerde haar man zich aanvankelijk niet dat sommige teksten van haar hand waren. Binnen enkele jaren ontwikkelde zij zich tot de betere schrijver van het echtpaar, wat ook door Jean-Marie Roland werd erkend. Uiteindelijk accepteerde hij haar volledig als zijn intellectuele gelijke en was er sprake van een gelijkwaardig partnerschap.
In 1784 bracht Madame Roland een bezoek van enkele weken aan Parijs om te proberen voor haar man een adellijke titel te verwerven. De financiële privileges die bij zo'n titel hoorden, zouden het hem mogelijk maken om zijn baan als inspecteur op te geven en zich volledig te richten op schrijven en studie. Ze ontdekte in Parijs dat ze talent had voor lobbyen en onderhandelen. De adellijke titel kwam er echter niet, daarvoor had haar man in zijn professionele leven te vaak zijn superieuren tegen zich in het harnas gejaagd. Wel wist ze voor Roland een aanstelling in Lyon te realiseren die minder zwaar was dan de post in Amiens én beter betaald werd. Vóór de verhuizing bezocht het echtpaar nog Engeland, waar Madame Roland in het House of Commons een debat tussen de legendarische politieke opponenten William Pitt de Jongere en Charles James Fox bijwoonde.
Hoewel Lyon de officiële standplaats van Roland was, woonde het gezin meestal in Villefranche-sur-Saône, zo'n dertig kilometer noordelijker. Madame Roland richtte zich op de opvoeding van haar dochter Eudora, die tot haar grote teleurstelling minder geïnteresseerd bleek in boeken en kennis dan zijzelf op die leeftijd. In de jaren daarna noemde ze haar dochter in brieven aan vrienden (en in haar memoires) soms dom en betreurde ze het dat het kind volgens haar zo'n slechte smaak had. Samen met haar man werkte ze aan de Descriptions des arts et métiers, een vervolg op de Encyclopédie van Diderot en D'Alembert, waarin aandacht werd besteed aan handel en nijverheid. In 1787 maakte het echtpaar een reis naar Zwitserland, waar op verzoek van Madame Roland ook belangrijke plaatsen uit het leven van Rousseau bezocht werden.

## Franse Revolutie

### Van een afstand: 1789–1791

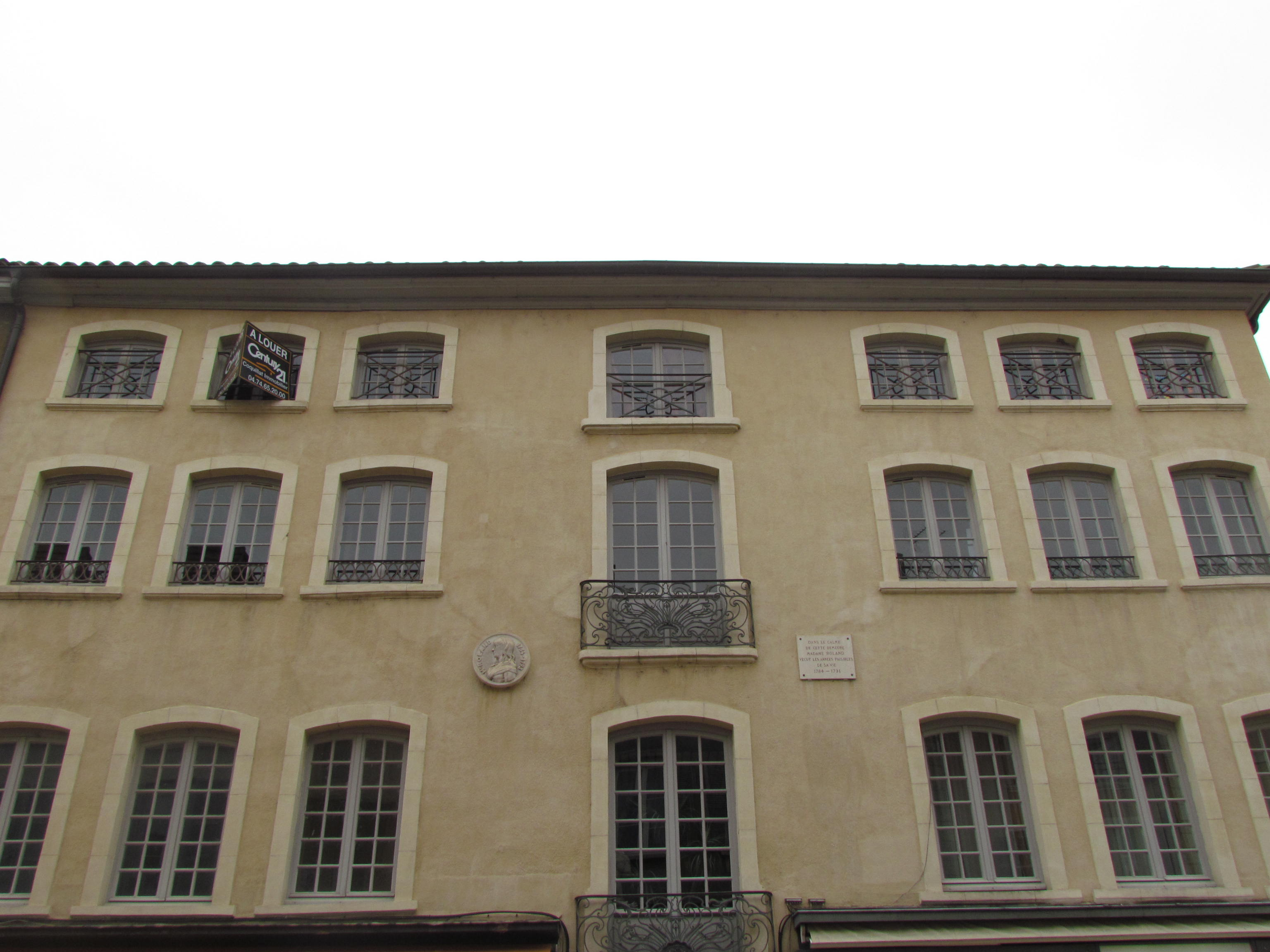
Woonhuis van het echtpaar Roland in Villefranche-sur-Saône. Op de gevel een plaquette met de tekst 'In de rust van dit huis beleefde Madame Roland de vredige jaren van haar leven 1784 - 1791.'

In Frankrijk, en met name in Parijs, groeide in deze periode het protest tegen de sociale, economische en politieke situatie. Het echtpaar Roland was in veel opzichten typerend voor de revolutionaire elite. Zij hadden hun maatschappelijke positie verkregen door werk en niet door adellijke afkomst, en hadden een afkeer van het hof in Versailles met zijn corruptie en privileges. Ze kozen bewust voor een vrij sobere, puriteinse levensstijl. Zij waren voor een vrijere economie en het afschaffen van de oude regels, en bepleitten meer hulp voor de armen. Toen in 1789 de Franse Staten-Generaal bijeen werden geroepen, waren Madame Roland en haar man betrokken bij het opstellen van het plaatselijke Cahier de Doléances, het document waarin de burgers van Lyon hun klachten over het politieke en economische systeem konden uiten. Hun bijdrage ging vooral over de noodzakelijke hervormingen van de economie.
Politiek speelde voor 1789 geen grote rol in de correspondentie van Madame Roland, maar in de loop van dat jaar raakte ze steeds meer gefascineerd door de politieke ontwikkelingen. Na de bestorming van de Bastille op 14 juli 1789 radicaliseerde haar denken en was er een complete omslag in toon en inhoud van haar brieven. Zij was niet meer geïnteresseerd in hervormingen, maar bepleitte een volledige omwenteling van de maatschappij. De instituties uit het oude regime waren voor haar niet langer acceptabel; nu het volk de soevereiniteit had overgenomen moest er een geheel nieuwe regeringsvorm worden ontwikkeld. In tegenstelling tot veel andere revolutionairen was ze al heel snel voor het invoeren van de republiek. In haar politieke standpunten was Madame Roland in deze periode onverzoenlijk. Ze was niet geneigd tot compromissen; het gebruik van geweld en zelfs een burgeroorlog om de revolutionaire idealen te realiseren vond ze acceptabel.
De eerste achttien maanden van de Franse Revolutie maakten de Rolands mee in Lyon, hoewel ze een deel van de tijd nog steeds in Villefranche woonden. Al snel raakte Madame Roland ervan overtuigd dat er in Lyon, maar ook daarbuiten, een contrarevolutie werd voorbereid. Zij trachtte haar vrienden via haar brieven te mobiliseren om in actie te komen, waarbij ze ook geruchten verspreidde over gebeurtenissen en mensen die het niet met haar eens waren, zonder zich veel te bekommeren om het waarheidsgehalte. Ze was blij toen er op 7 februari 1790 in Lyon een opstand uitbrak die leidde tot het vertrek van het stadsbestuur en een verruiming van het kiesrecht.
Inmiddels was algemeen bekend dat het echtpaar Roland sympathiseerde met de revolutionairen; zij steunden ook de oprichting van politieke clubs. Beiden werden gehaat door vertegenwoordigers van de oude elite. Hoewel Madame Roland zich niet in de openbaarheid mengde in politieke discussies, begon ze in deze periode toch steeds meer politieke invloed te ontwikkelen. Per brief onderhield zij contacten met een netwerk van publicisten en politici, onder wie de Parijse journalist Jacques Pierre Brissot, de latere leider van de girondijnen, en de jurist Jean-Henri Bancal d'Issarts. In die brieven beschreef en analyseerde ze de ontwikkelingen in Lyon. Brissot publiceerde ten minste vijf keer excerpten uit haar uitgebreide brieven aan hem als artikelen in zijn krant Le Patriote Francaise, waardoor haar meningen ook buiten Lyon werden gehoord. Luc-Antoine de Champagneux deed hetzelfde in zijn krant Le courier de Lyon. Zij was een van de weinige vrouwelijke correspondenten in de revolutionaire pers. Omdat haar bijdragen niet onder haar eigen naam werden gepubliceerd, maar anoniem of als 'een vrouw uit het zuiden' is het onmogelijk om met zekerheid te zeggen hoeveel artikelen van haar hand in de pers zijn verschenen.

### Activist en salonnière
In 1790 werd Jean-Marie Roland in het stadsbestuur van Lyon gekozen, waar hij een gematigd revolutionair bestuur voorstond. Het echtpaar Roland vestigde zich nu in Lyon; om geld te krijgen voor de revolutionaire hervorming van de stad vertrokken ze begin 1791 naar Parijs, voor wat een kort bezoek had moeten zijn. 

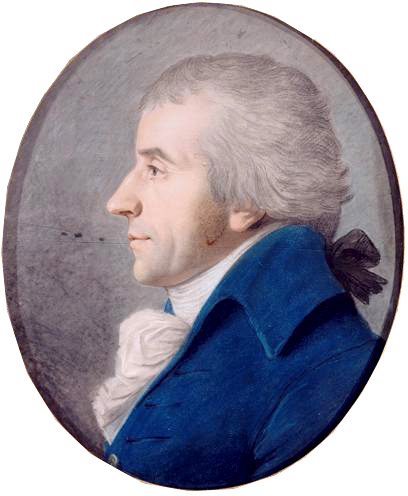
Jacques Pierre Brissot, journalist en latere leider van de girondijnen, publiceerde Madame Rolands artikelen in zijn krant en introduceerde haar in revolutionaire kringen.

Ook in Parijs was Madame Roland al snel een bekende verschijning in politieke kringen, vooral dankzij Brissot, die haar overal introduceerde. Zoals altijd werkte ze met haar man samen, waarbij het minder interessante kopieerwerk van teksten nu werd overgedragen aan een assistente, Sophie Grandchamp. Madame Roland schreef uit naam van haar man brieven en nota's. Ze betreurde het dat ze niet zelf naar de nieuwe Nationale Assemblée kon gaan om de zaak van Lyon te bepleiten, omdat vrouwen daar alleen werden toegelaten op de publieke tribune. Als ze vanaf die tribune de debatten bijwoonde, irriteerde het haar dat de conservatieven zoveel beter en welsprekender in het debat waren dan de revolutionairen, die zij ideologisch toch superieur vond. Buiten de Assemblée was ze actief als lobbyist. Enkele keren per week bezocht ze met Roland de jakobijnse club – ook daar werden vrouwen alleen op de publieke tribune toegelaten.
Vanaf april 1791 hield ze een paar keer per week in haar woning een salon die werd bezocht door een groep republikeinen uit burgerlijke kringen. Tot de bezoekers behoorde Maximilien de Robespierre en ook de Brits-Amerikaanse revolutionair Thomas Paine kwam er over de vloer.
Tijdens deze avonden zat Madame Roland altijd aan een tafeltje bij het raam te lezen, brieven te schrijven of te handwerken. Ze mengde zich nooit in de discussies, maar luisterde wel nauwgezet. Haar aanzienlijke politieke invloed oefende ze niet uit door deel te nemen aan discussies in het openbaar (dat vond ze ongepast voor een vrouw), maar via brieven en persoonlijke gesprekken. Ze stond bekend om haar scherpe analyse en vasthoudendheid, en werd algemeen erkend als een van de belangrijkste personen in de groep rond Brissot. Zij werd altijd om advies gevraagd over te volgen politieke strategieën en schreef mee aan brieven, wetsvoorstellen en toespraken. Door tijdgenoten werd ze beschreven als een charmante vrouw die op een briljante manier kon converseren.
Hoewel 'de salon' van Madame Roland in de geschiedenis bekend is gebleven, was het mogelijk geen salon in de gangbare betekenis van die term. Het waren politieke en geen sociale bijeenkomsten, en er werd nauwelijks eten of drank geserveerd. Ze vonden plaats in de paar uren tussen het eind van de debatten in de Assemblée en het begin van de bijeenkomsten in de Jakobijnse Club. Ook waren er – behalve Madame Roland zelf – geen vrouwen aanwezig, in tegenstelling tot de bijeenkomsten georganiseerd door Louise de Kéralio, Sophie de Condorcet en Madame de Staël. Deze leken meer op de aristocratische salons van het ancien régime, een indruk die Madame Roland koste wat het kost wilde vermijden.

### Politiek gedachtegoed
De naam van Madame Roland is onlosmakelijk verbonden met de girondijnen. Zowel zij als haar man worden gerekend tot de leiders van deze politieke factie, die eerst ook wel brissotijnen werden genoemd naar hun leider Jacques Pierre Brissot. Oorspronkelijk waren de girondijnen – en ook de Rolands – onderdeel van de brede jakobijnse beweging. Naarmate de revolutie vorderde, begonnen ze meer afstand te nemen van de door radicale Parijse leiders als Georges Danton en Jean-Paul Marat gedomineerde jakobijnen. De girondijnen verzetten zich tegen de grote invloed van Parijs op de nationale politiek; veel van de girondijnse politici kwamen ook van buiten de hoofdstad. Zij vertegenwoordigden de hogere burgerij en presenteerden zichzelf als de hoeders van de rechtsorde tegen de wetteloosheid van de massa. Ook hierin verschilden ze wezenlijk van de jakobijnen, die zich positioneerden als de vertegenwoordigers van de sansculotten: de arbeiders en kleine winkeliers.

## Aan de macht: ministerie van Binnenlandse Zaken

### Revolutie in stroomversnelling

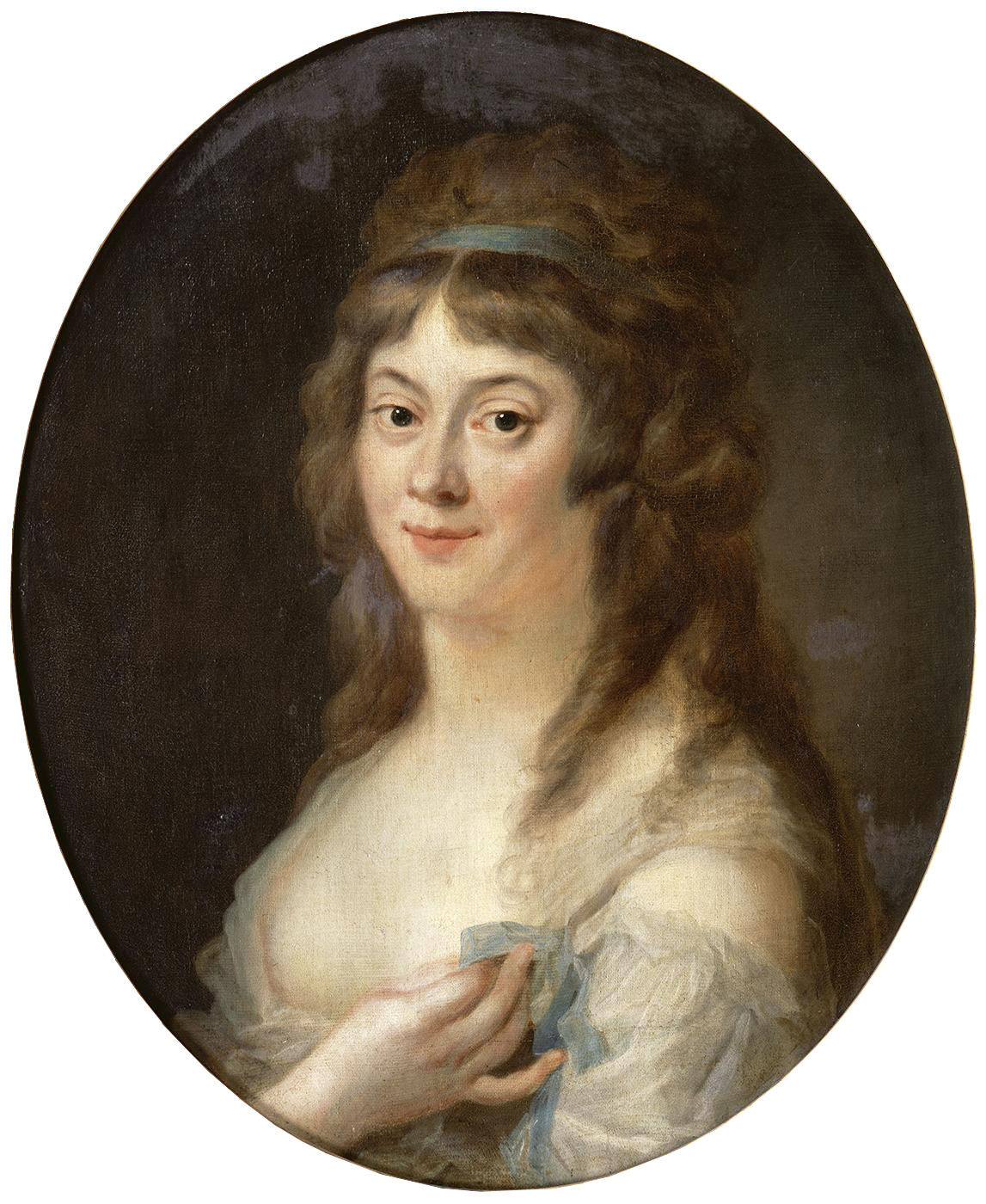
Madame Roland door Johann Julius Heinsius, 1792. De nazaten van Madame Roland waren ervan overtuigd dat dit niet haar portret was.

In de maanden direct na haar aankomst in Parijs was Madame Roland niet tevreden over het verloop van de maatschappelijke en politieke veranderingen in Frankrijk. Het ging haar allemaal niet snel en niet ingrijpend genoeg. Toen koning Lodewijk XVI in juni 1791 met zijn gezin het land probeerde te ontvluchten, raakte de revolutie in een stroomversnelling. Madame Roland ging zelf de straat op om mensen te benaderen en te lobbyen voor de invoering van een republiek; dit ondanks haar overtuiging dat vrouwen geen rol moesten ambiëren in het openbare leven. Ook werd ze voor het eerst onder haar eigen naam lid van een politieke club; het is niet zeker of het de Societé fraternelle des Patriotes de l'un et l' autre sexe  was of de Societé fraternelle des amies de la vérité. Zij vond dat er op dat moment zoveel op het spel stond dat iedereen – man of vrouw – zich volledig moest inzetten. In juli van dat jaar liep een demonstratie op het Champs de Mars uit op een bloedbad: de Nationale Garde opende het vuur op demonstranten, waarbij vijftig doden vielen. Veel prominente revolutionairen vreesden voor hun leven en sloegen op de vlucht; het echtpaar Roland bood de journaliste en salonnière Louise de Kéralio en haar man François Robert tijdelijk onderdak.
Binnen de revolutionairen in de wetgevende vergadering ontstond snel verdeeldheid, met name over de vraag of Frankrijk een oorlog moest beginnen tegen Pruisen en Oostenrijk. Brissot en de meeste girondijnen waren voor (ze vreesden militaire steun voor de monarchie vanuit Pruisen en Oostenrijk), terwijl Robespierre eerst intern orde op zaken wilde stellen. De politieke situatie was zo verdeeld dat het bijna onmogelijk was een stabiele regering te vormen: er waren geen ministerskandidaten te vinden die voor alle partijen (inclusief de koning en het hof) aanvaardbaar waren. Begin 1792 kregen de girondijnen de kans om hun ideeën in de praktijk te brengen: koning Lodewijk XVI vroeg hun om drie ministers aan te wijzen. In maart 1792 werd Roland benoemd tot minister van Binnenlandse Zaken. Deze benoeming kwam zo onverwacht dat het echtpaar Roland eerst dacht dat het om een grap van Brissot ging. Er is geen enkele aanwijzing dat zij een regeringsfunctie ambieerden. Het echtpaar Roland betrok het Hôtel Pontchartran, de ambtswoning van de minister, maar hield voor alle zekerheid ook hun kleine appartement in de stad aan.

### Eerste ministerie
De functie van minister van Binnenlandse Zaken was zwaar en de werkdruk hoog. Het ministerie was verantwoordelijk voor verkiezingen, onderwijs, landbouw, nijverheid, handel, wegen, openbare orde, armenzorg en het overheidsapparaat. Madame Roland bleef de drijvende kracht achter het werk van haar man. Zij leverde commentaar op alle stukken, schreef brieven en nota's en had grote invloed op benoemingen, bijvoorbeeld die van Joseph Servan de Gerbey als minister van oorlog. Ze was zoals altijd heel stellig in haar opvattingen en overtuigd van haar eigen gelijk.
In april 1792 brak de door de girondijnen gewenste oorlog uit. Madame Roland schreef een verwijtende brief naar Robespierre, omdat hij nog steeds tegen was. Dit leidde tot het einde van de vriendschappelijke betrekkingen tussen Robespierre en de Rolands; uiteindelijk zou hij een gezworen vijand van de girondijnen en Madame Roland worden.
Madame Roland wist haar man en de andere ministers ervan te overtuigen dat de koning probeerde om het ancien régime te herstellen. Het was mede haar idee om bij Parijs een legerkamp te vestigen met 20.000 uit heel Frankrijk afkomstige soldaten; deze zouden moeten ingrijpen bij een eventuele contrarevolutie in de hoofdstad. Toen Lodewijk XVI aarzelde de wet inzake het legerkamp te ondertekenen, stuurde Roland hem een weinig respectvolle protestbrief en publiceerde die nog voordat de koning had kunnen reageren. Madame Roland laat in haar memoires in het midden of zij alleen maar betrokken was bij het opstellen van de brief, of de hele tekst zelf heeft geschreven. Dat laatste wordt het meest waarschijnlijk geacht. In ieder geval was het haar idee om de brief te publiceren en zo meer steun te krijgen in de Assemblée en onder de bevolking.
Op 10 juni 1792 ontsloeg Lodewijk XVI Jean-Marie Roland en de twee andere girondijnse ministers. Hierna grepen de radicale jakobijnen en montagnards het politieke initiatief, wat uiteindelijk leidde tot het einde van de monarchie op 10 augustus. Roland werd vervolgens herbenoemd als minister.

### Tweede ministerie
De val van de koning luidde het begin in van de Terreur, een periode waarin radicale groeperingen zich met veel bloedvergieten ontdeden van tegenstanders. De positie van het echtpaar Roland was in radicale kringen omstreden. De jakobijnen, de montagnards en de Parijse Commune bekeken hen met wantrouwen: dat Roland als minister had gediend onder Lodewijk XVI werd gezien als collaboratie met het ancien régime. Zijn ontslag door de koning had slechts tijdelijk geleid tot een herstel van hun reputatie.

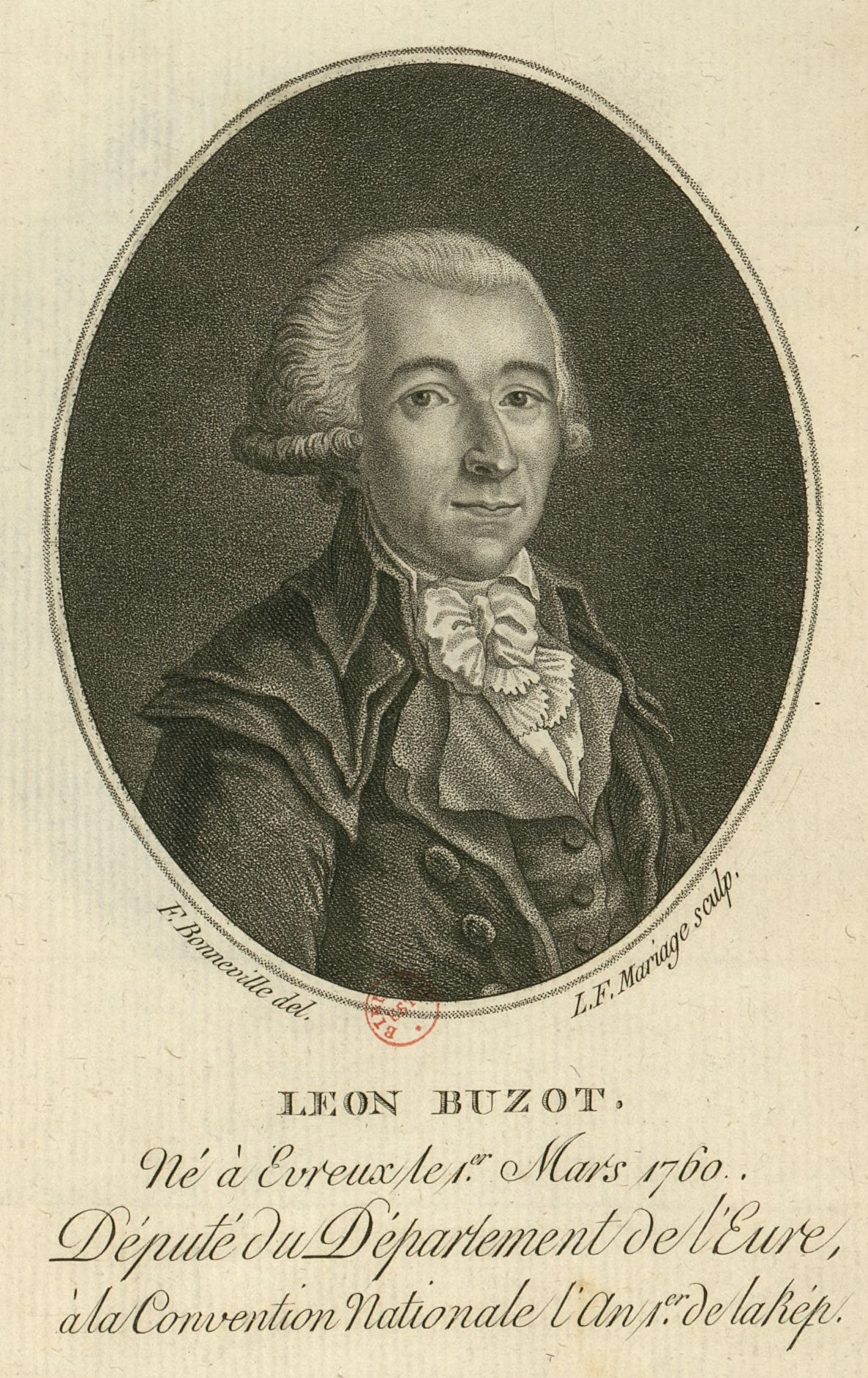
François Buzot, met wie Madame Roland het laatste jaar van haar leven een intense, naar haar zeggen platonische relatie had.

Van haar kant moest Madame Roland weinig hebben van 'straatvechters' als de jakobijnen en de montagnards. Hoewel ze in de begindagen van de revolutie het gebruik van geweld acceptabel vond, had ze in de praktijk een grote afkeer van bruut en onbeschaafd gedrag. Zij koesterde ook een antipathie tegen de onbehouwen jakobijnse voorman Georges Danton en ging niet in op zijn pogingen om met haar samen te werken. Sommige historici stellen dat haar weigering om een bondgenootschap te sluiten met Danton uiteindelijk heeft bijgedragen aan de ondergang van de girondijnen.
Toen op 6 en 7 september in Parijse gevangenissen honderden gevangenen werden afgeslacht omdat ze verdacht werden van anti-revolutionaire sympathieën, schreef Madame Roland aan een vriend dat zij zich begon te schamen voor de revolutie. De discussie over wie er verantwoordelijk was voor deze slachtpartij werd een twistpunt tussen de verschillende facties. Madame Roland – en de meeste andere girondijnen – zouden Marat, Danton en Robespierre aanwijzen als de aanstichters van het geweld. Politieke tegenstanders van de Rolands wezen er weer op dat 'hun' ministerie van Binnenlandse Zaken verantwoordelijk was voor de gevangenissen en dat er van die kant erg weinig actie was ondernomen om het geweld te stoppen.
Tijdens het tweede ministerschap van Roland nam Madame Roland weer een belangrijke positie in. Het was algemeen bekend dat zij de meeste politieke teksten van haar man schreef en dat hij inhoudelijk volledig op haar oordeel en ideeën vertrouwde; zowel Danton als Marat dreven hier publiekelijk de spot mee. Zij had een eigen kantoortje in het ministerie en stuurde het werk aan van het Bureau d'esprit public (het bureau voor de publieke opinie), dat tot doel had het revolutionaire gedachtegoed onder de bevolking te verspreiden. Ten minste een van de geheim agenten van het ministerie rapporteerde rechtstreeks aan Madame Roland. Tegenstanders van de Rolands beschuldigden hen ervan het Bureau te gebruiken om op staatskosten propaganda te bedrijven voor de eigen girondijnse zaak. Hoewel er geen bewijs is dat de Rolands zich overheidsgeld toe-eigenden, staat wel vast dat ze betrokken waren bij pogingen om hun politieke tegenstanders zwart te maken.
Het privéleven van Madame Roland was in deze periode turbulent. Tussen haar en de girondijnse afgevaardigde François Buzot, die ze had leren kennen als bezoeker aan haar salon, had zich een intense, naar haar eigen zeggen platonische romance, ontwikkeld. Dit leidde tot een verslechtering van de relatie met haar man die erg leed onder het idee dat zijn vrouw verliefd was op een ander. De relatie met Buzot was mogelijk ook een van de factoren die bijdroeg tot de breuk met een politieke bondgenoot; haar oude vriend de afgevaardigde Lanthenas, die zelf jaren verliefd op haar was geweest, distantieerde zich nu van de kring rond Madame Roland – en dus ook van de girondijnen.

## Ondergang

### Val van de girondijnen
Radicale kranten en pamfletten verspreidden steeds meer geruchten over de anti-revolutionaire complotten die ten huize van de Rolands zouden worden gesmeed. De vrij sobere diners die Madame Roland twee keer per week gaf (de opvolgers van de 'salon' uit de tijd voor Jean-Marie Roland minister werd) werden afgeschilderd als decadente gelegenheden waar politici werden verleid om toe te treden tot de 'Roland-kliek'. Jean-Paul Marat, Jacques-René Hébert en Camille Desmoulins schilderden Madame Roland in kranten en pamfletten af als een manipulerende courtisane die de deugdzame Roland bedroog en vergeleken haar met Madame Du Barry en Marie Antoinette. Hoewel ook Danton en Robespierre haar in hun artikelen aanvielen, presenteerden zij haar als een gevaarlijke politieke tegenstander en niet als een verdorven vrouw.

De opponenten van Madame Roland
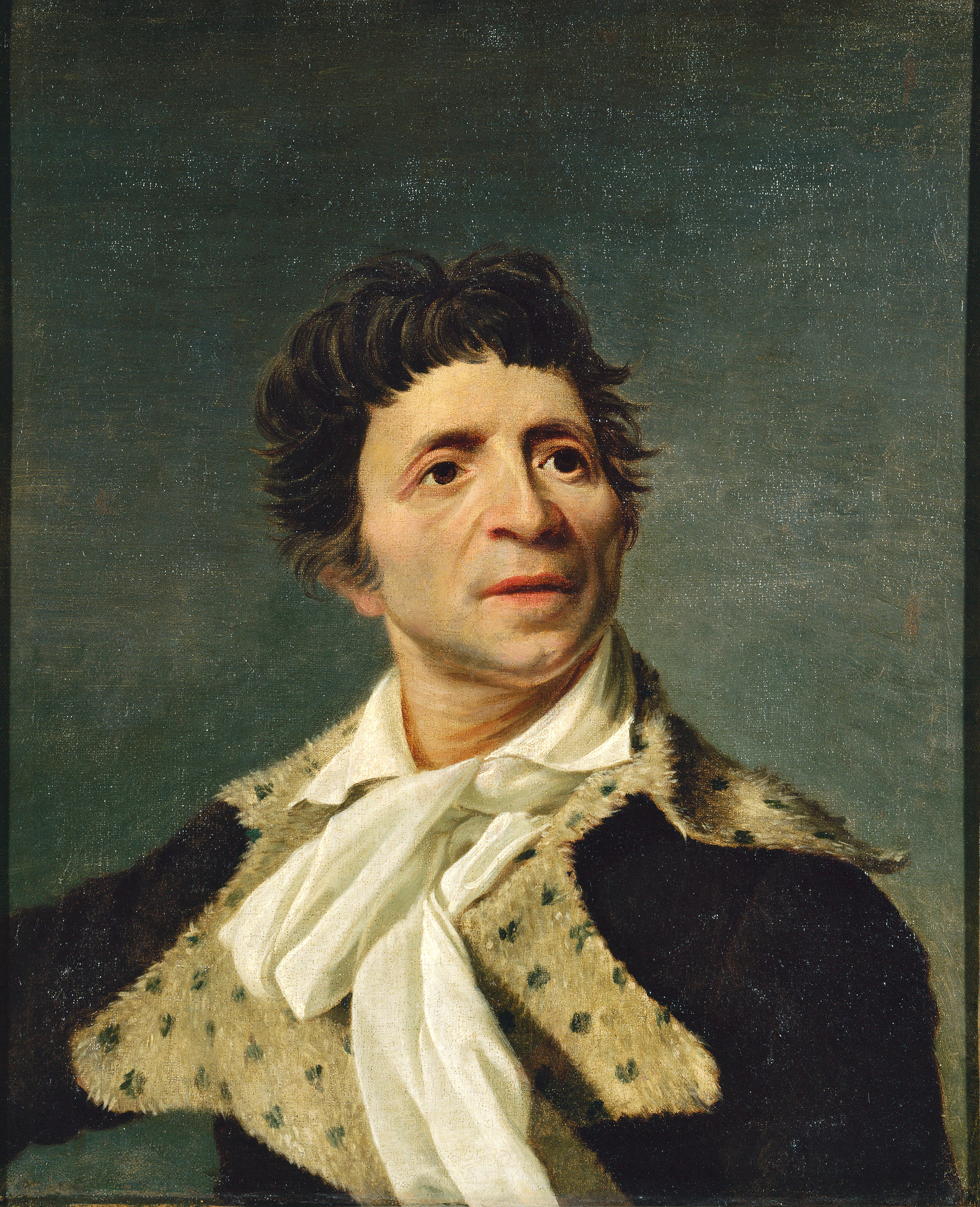
Marat
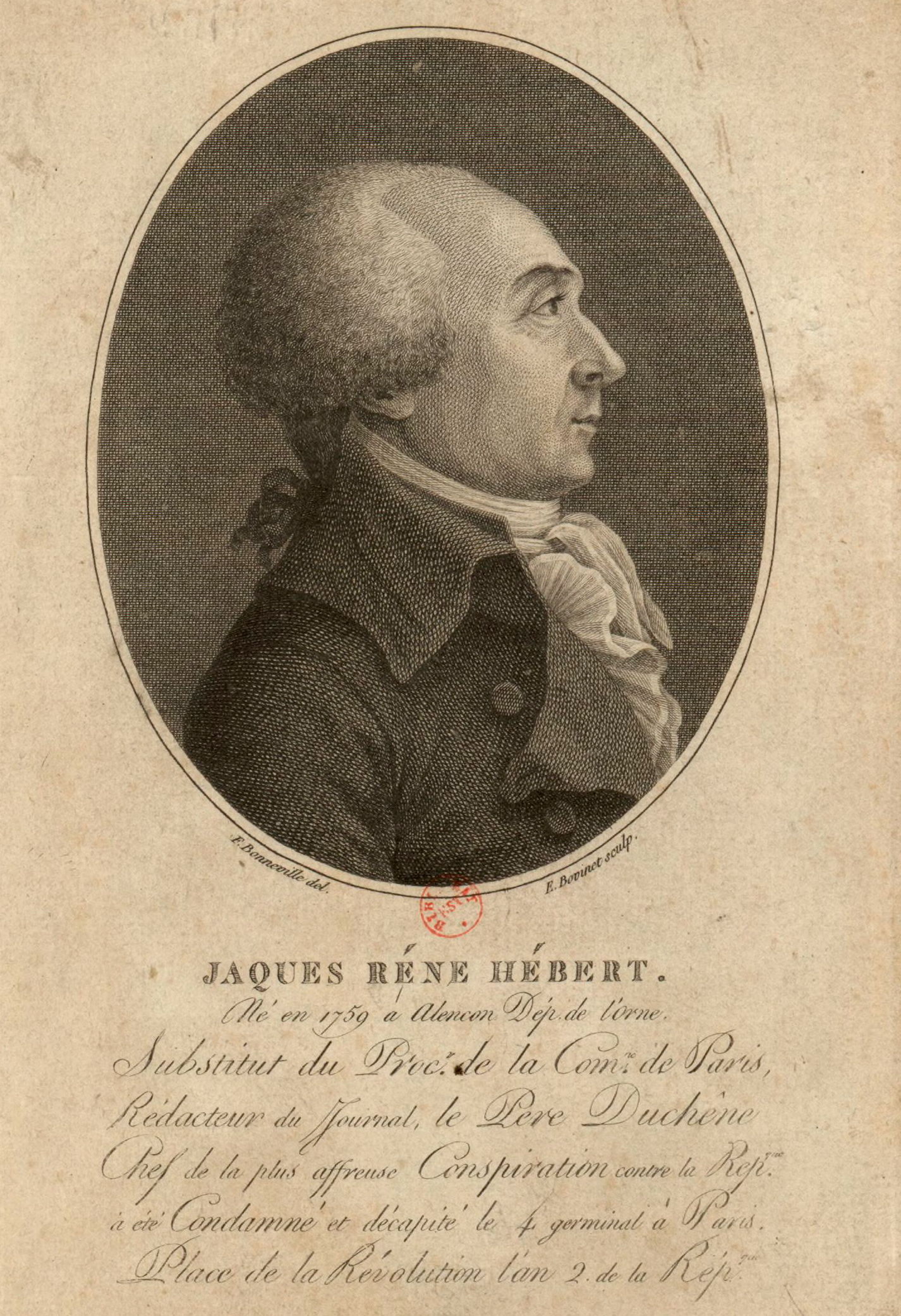
Hébert
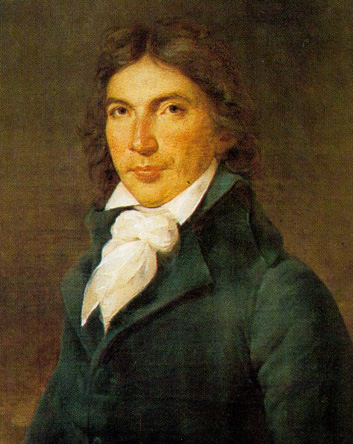
Desmoulins
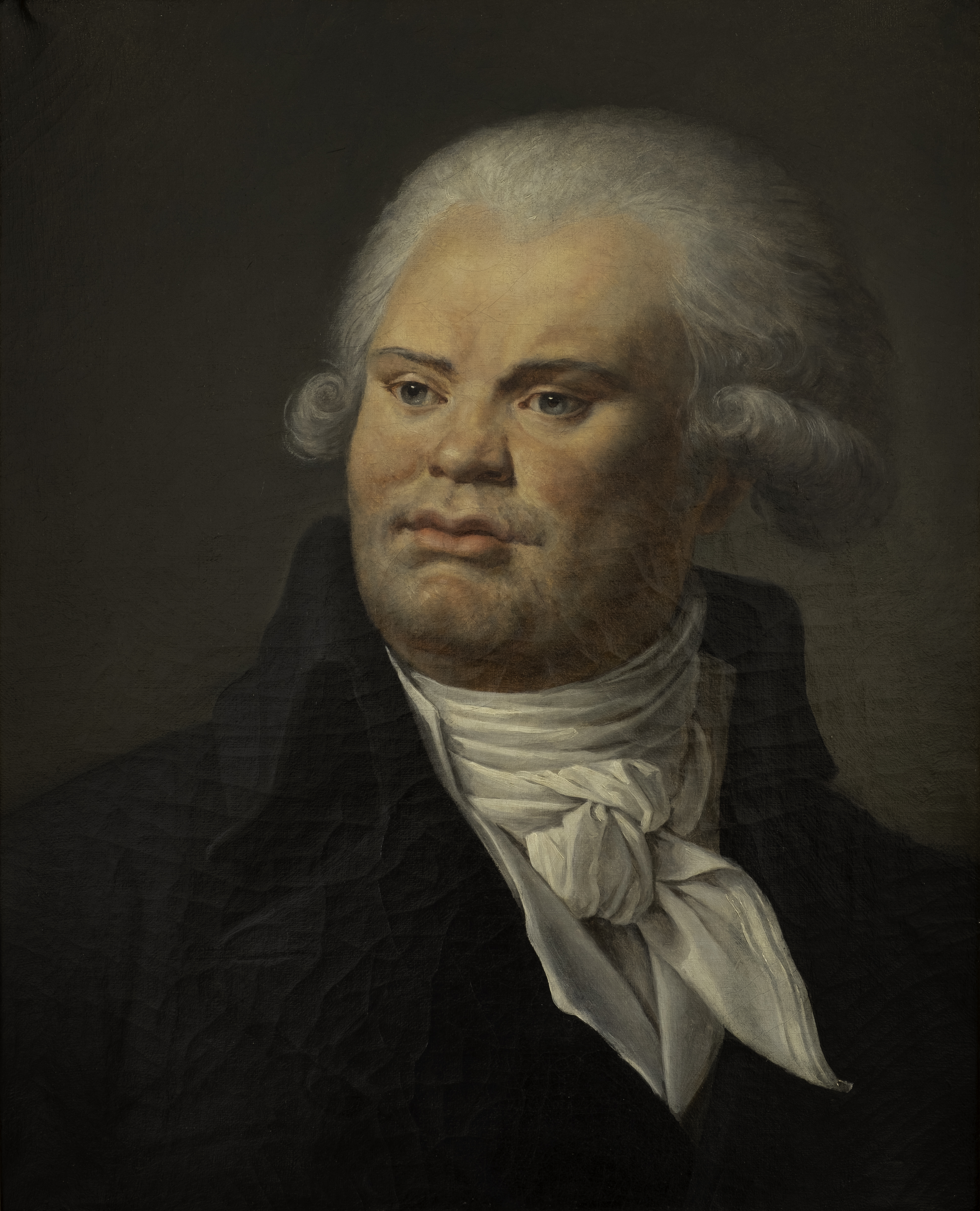
Danton
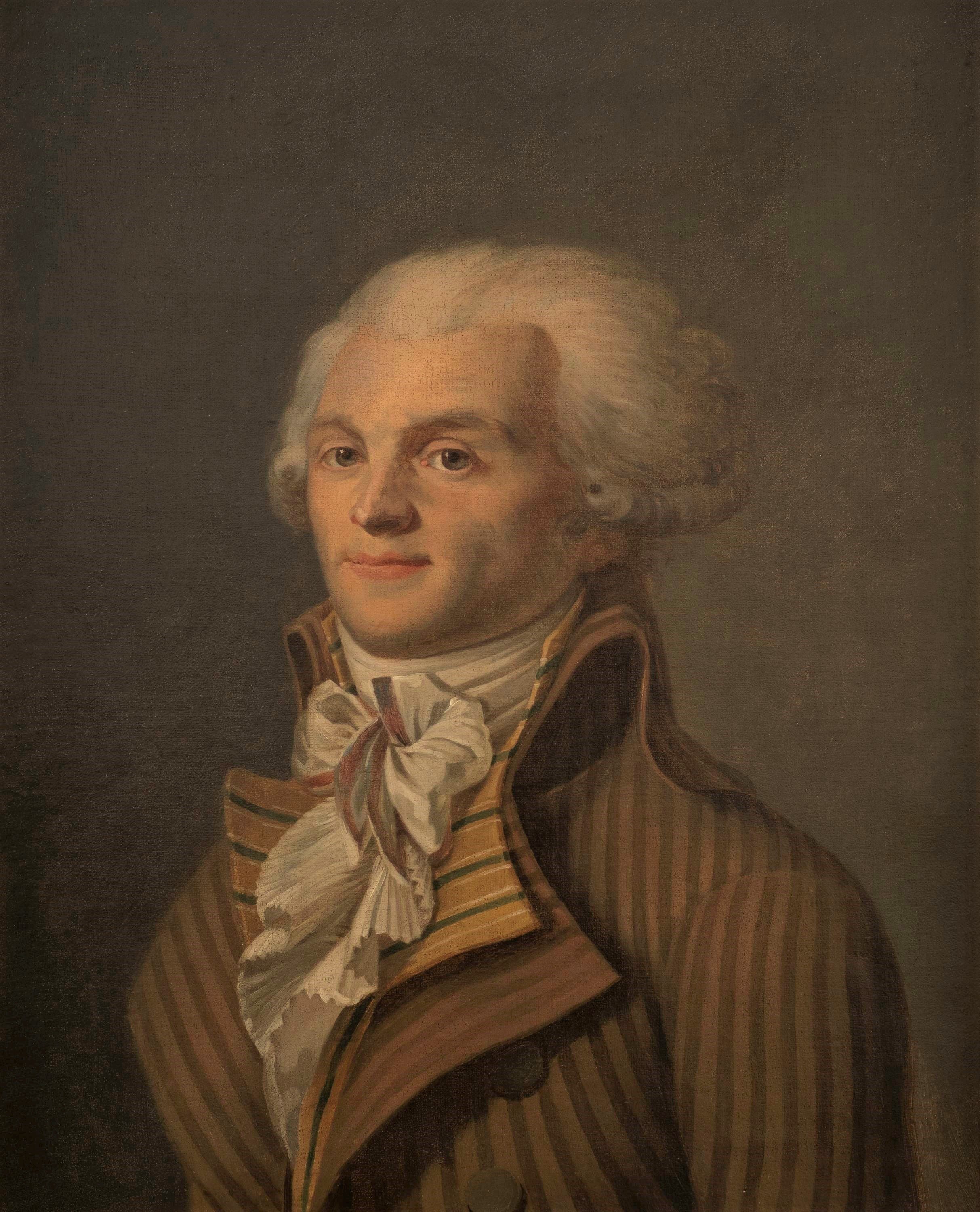
Robespierre

In december 1792 moest Madame Roland voor de Nationale Conventie (de nieuwe wetgevende vergadering) verschijnen op beschuldiging van correspondentie met naar Engeland uitgeweken aristocraten. Zij wist zichzelf daar zo goed te verdedigen dat de afgevaardigden voor haar applaudisseerden – de publieke tribune bleef stil. Haar reputatie bij de bevolking van Parijs was slecht en men vreesde voor een aanslag op haar leven. Uit veiligheidsoverwegingen kwam ze niet meer op straat. Ze sliep met een geladen pistool binnen handbereik; ze wilde in geval van nood een einde aan haar leven kunnen maken, zodat ze niet levend in handen van de sansculotten zou vallen.
De verhoudingen binnen de regering en in de Nationale Conventie werden verder op scherp gezet door het proces tegen de koning en de discussies over de straf die hem zou moeten worden opgelegd. De meeste girondijnse afgevaardigden stemden tegen de doodstraf of in ieder geval tegen de onmiddellijke uitvoering daarvan. De correspondentie van Madame Roland wijst erop dat ook zij tegen het doodsvonnis was. Na de terechtstelling van Lodewijk XVI op 21 januari 1793 trad Jean-Marie Roland af als minister. De redenen zijn niet volledig duidelijk – mogelijk uit protest tegen de executie, maar mogelijk ook omdat de werkdruk, de aanhoudende aanvallen van de radicalen en de huwelijksproblemen hem te veel werden. Bijna onmiddellijk werden zijn papieren in beslag genomen en werd er een onderzoek ingesteld naar zijn handelen als minister. Ook werd de Rolands verboden om Parijs te verlaten.
In april van dat jaar beschuldigde Robespierre de girondijnen openlijk van verraad aan de revolutie. Enkele weken later, op 31 mei, deed een 'revolutionair comité' (volgens Madame Roland ingesteld door de Commune van Parijs) een poging om Roland te arresteren. Hij wist met hulp van de bevriende natuurhistoricus Bosc d'Antic te ontkomen; na een verblijf in een voormalig klooster in het bos van Montmorency vluchtte hij naar Amiens en vandaar naar Rouen. Madame Roland weigerde om te vluchten of onder te duiken. In haar memoires kan ze niet goed duidelijk maken waarom ze dat deed, maar ze geeft aan ervan overtuigd te zijn geweest dat er geen enkele juridische basis was om haar te arresteren. Zij ging zelfs naar de Conventie om persoonlijk te protesteren tegen de gang van zaken. In de vroege ochtend van 1 juni 1793 werd ze thuis gearresteerd en overgebracht naar de gevangenis in de abdij Saint-Germain-des-Prés. Zij was de eerste prominente girondijn die werd opgepakt. In de dagen daarna volgde een golf van arrestaties. Een aantal girondijnse politici, waaronder Madame Rolands geliefde Buzot, kon tijdig Parijs ontvluchten.

### Gevangenschap
In de gevangenis mocht ze bezoek ontvangen. Haar assistente Sophie Grandchamp kwam om de dag; haar goede vriend Bosc d'Antic bracht bij zijn regelmatige bezoeken bloemen voor haar mee uit de botanische tuin. Via hen correspondeerde ze met haar geliefde Buzot. Ze stond ook in contact met haar man, al zijn eventuele brieven tussen beiden nooit gevonden. Ze leerde Engels en had een tijd lang zelfs een piano in haar cel.
Op 24 juni werd ze onverwacht vrijgelaten omdat de juridische onderbouwing van haar arrestatie niet deugde; op het moment dat ze haar woning wilde binnengaan werd ze direct weer gearresteerd op basis van een nieuwe aanklacht. De rest van haar gevangenschap bracht ze door in de veel minder comfortabele gevangenis Sainte Pelagie. Ze maakte zich grote zorgen over het lot van haar geliefde Buzot, meer dan over Jean-Marie Roland. Ze was gekwetst en boos dat haar man van plan was in zijn memoires Buzot verantwoordelijk te stellen voor de crisis in het huwelijk van de Rolands. Met moeite wist ze hem ervan te overtuigen zijn manuscript te vernietigen. Ze was ervan overtuigd dat ze uiteindelijk ter dood zou worden gebracht, maar weigerde mee te werken aan een door haar man georganiseerd plan om te ontsnappen door met een bezoekster van kleding te ruilen; ze vond dit te riskant voor de bezoekster.

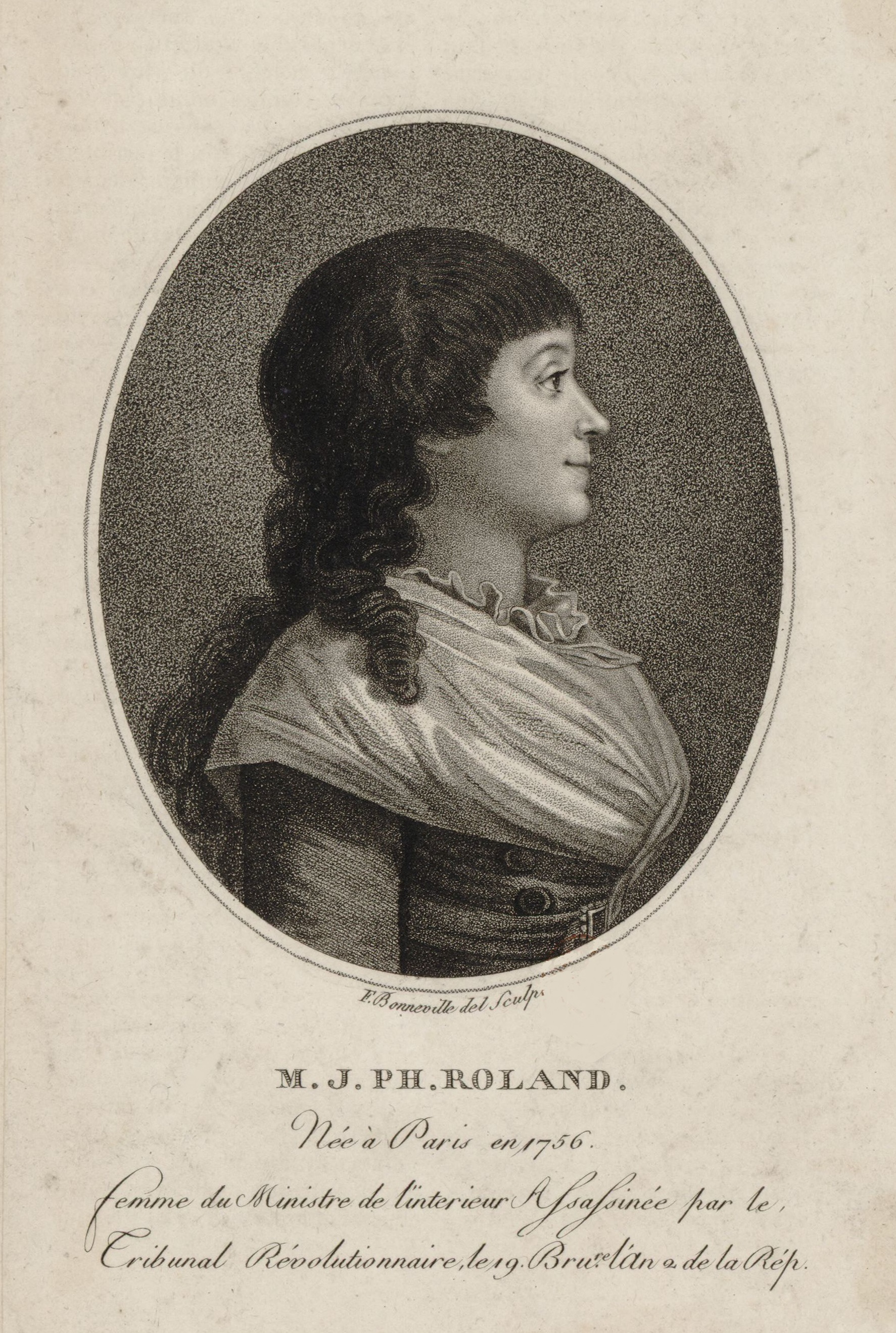
Madame Roland; tekening door François Bonneville.

Buiten Parijs ontstond in de zomer van 1793 op verschillende plaatsen verzet tegen de gebeurtenissen in Parijs. In Lyon brak een opstand uit en ook in Bretagne en Normandië waren haarden van verzet. Sommige girondijnen in de provincie pleitten voor een federale republiek of secessie van 'Parijs'. Madame Roland waarschuwde haar vrienden geen risico's te nemen, maar Buzot, die naar verluidt altijd een portretje van Madame Roland en een lok van haar haar bij zich droeg, was betrokken bij pogingen om in Caen een opstand te doen ontstaan. Het lot van de gearresteerde girondijnen werd bezegeld toen de uit Caen afkomstige girondijnse sympathisante Charlotte Corday in Parijs de populaire Marat vermoordde.
Toen Madame Roland in oktober hoorde dat Buzot mogelijk snel gevangengenomen zou worden, probeerde ze een eind aan haar leven te maken door te stoppen met eten. Bosc d'Antic en Sophie Grandchamp wisten haar ervan te overtuigen dat het beter was terecht te staan, omdat ze zo haar beschuldigers van repliek zou kunnen dienen en haar reputatie zou kunnen redden.

### Proces en executie

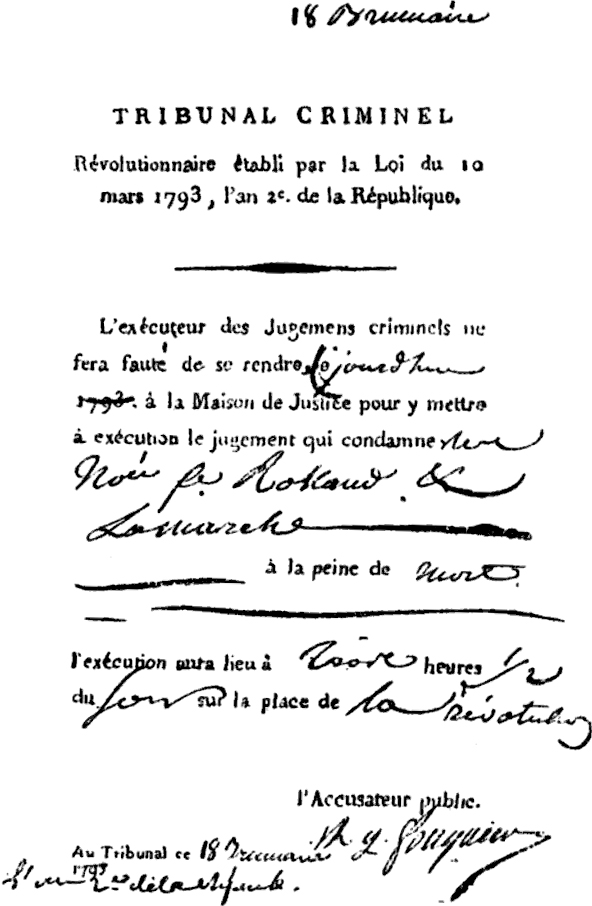
Bevel voor de terechtstelling van Madame Roland.

Op 31 oktober 1793 werden eenentwintig girondijnse politici na een kort proces geëxecuteerd; het waren bijna allemaal bekenden van Madame Roland, onder wie haar goede vriend Brissot. De volgende dag werd ze zelf overgeplaatst naar de Conciergerie, de gevangenis die bekend stond als de laatste halte op weg naar de guillotine; daar werd ze direct na aankomst twee dagen ondervraagd door de aanklager. Ze verdedigde zich op de haar kenmerkende zelfbewuste, volgens de krant Le Moniteur Universel zelfs hooghartige manier tegen de beschuldigingen, maar voerde in haar verdediging ook aan dat ze 'slechts een echtgenote' was en dus niet verantwoordelijk kon zijn voor politieke beslissingen. Ook in de Conciergerie bleef ze volgens medegevangenen, onder wie haar voormalige politieke rivaal Jacques Claude Beugnot, kalm en moedig. Op 8 november verscheen ze voor het Revolutionair Tribunaal. Ze twijfelde er niet aan dat ze ter dood zou worden veroordeeld en kleedde zich die dag in het toilette de mort dat ze al een tijd had klaarliggen: een eenvoudige jurk van wit-gele mousseline met een zwarte ceintuur. Na een kort proces werd ze schuldig bevonden aan samenzwering tegen de revolutie en werd het doodsvonnis uitgesproken; de verklaring die ze had voorbereid mocht ze van de rechter niet voorlezen.
Het vonnis werd nog dezelfde dag voltrokken. Volgens ooggetuigen Sophie Grandchamp en de historicus Pierre François Tissot was Madame Roland zeer kalm op weg naar het schavot. Er zijn twee versies overgeleverd van haar laatste woorden aan de voet van de guillotine. In het relaas van de journalist Honoré Riouffe, die toen ook in de Conciergerie gevangen zat, zou ze zich hebben gebogen naar het vrijheidsbeeld op de Place de la Révolution en gezegd: O Liberté! que de crimes on commet en ton nom! (O vrijheid! wat een misdaden begaat men in uw naam!) De latere historicus Dauban maakte ervan: O Liberté, comme on t'a jouée! (O vrijheid, hoe hebben ze u voor gek gezet!)
Le Moniteur Universel schreef misprijzend over het feit dat Madame Roland 'ironisch opgewekt' de dood tegemoet was getreden en stelde dat ze, net als Marie Antoinette en de feministe Olympe de Gouges, terecht ter dood was gebracht omdat ook zij de 'grenzen van de vrouwelijke deugdzaamheid had overschreden'. Toen haar man een paar dagen later op zijn onderduikadres in Rouen hoorde dat ze was terechtgesteld, pleegde hij zelfmoord. Buzot leefde nog enkele maanden op de vlucht en maakte toen ook een einde aan zijn leven. Dochter Eudora werd na de dood van haar ouders opgevangen door Bosc d'Antic en trouwde later met een zoon (volgens andere bronnen: een jongere broer) van de journalist Luc-Antoine de Champagneux.

## Nagedachtenis

### Memoires en brieven
In de vijf maanden dat ze gevangen zat, schreef Madame Roland haar memoires, getiteld Appel à l'impartiale postérité (Beroep op het onpartijdige nageslacht). Deze bestaan uit drie delen: 
- Mémoires historiques (Historische herinneringen), een verdediging van haar politiek handelen in de jaren 1791–1793
- Mémoires particuliers (Persoonlijke herinneringen), waarin ze haar jeugd en opvoeding beschrijft
- Mes dernières pensées (Mijn laatste gedachten), een epiloog die ze schreef toen ze begin oktober 1793 besloten had haar leven door een hongerstaking te beëindigen.

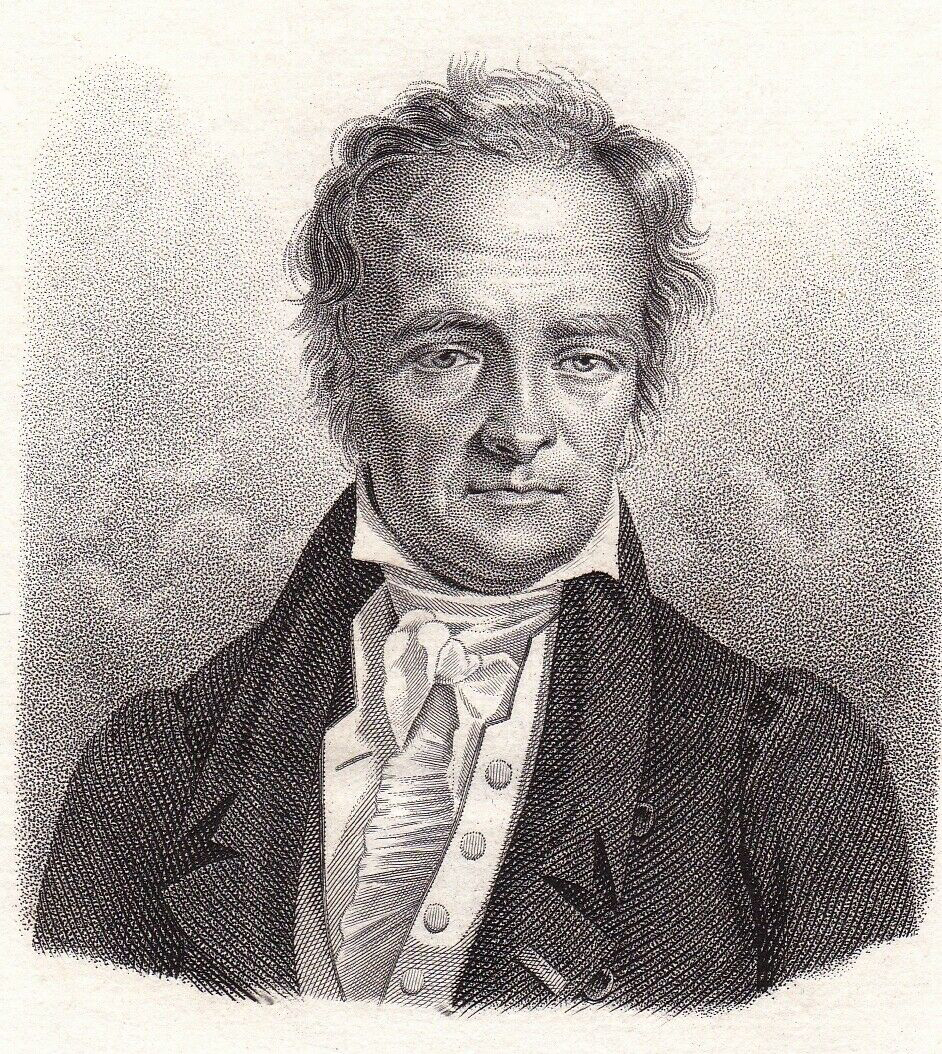
Louis-Augustin Bosc d'Antic was een goede vriend van Madame Roland. Hij verzorgde de eerste uitgave van haar memoires.

Met name in de Mémoires historiques doet ze moeite om aan te tonen dat ze 'slechts de echtgenote' was geweest, en zich altijd had gedragen op een manier die voor een vrouw van haar tijd gepast werd geacht. Ze is verontwaardigd dat de jakobijnse pers haar vergelijkt met de invloedrijke adellijke vrouwen uit het ancien régime. Tegelijkertijd laat ze in haar beschrijving van de gebeurtenissen – bewust of onbewust – zien hoe groot haar invloed binnen de kring van de girondijnen was en hoe wezenlijk haar bijdrage aan het ministerschap van Roland. Haar relaas is een redelijk betrouwbare weergave van de gebeurtenissen, al liet ze soms wel dingen weg die haar minder welgevallig waren. Ze was zeker niet neutraal in haar beschrijving van mensen die ze niet mocht.
In de Mémoires particuliers doet ze verslag van haar persoonlijke leven op een manier die voor een vrouw uit die tijd ongebruikelijk was. Zo heeft ze het over een aanranding door een leerling van haar vader, haar ervaringen tijdens de huwelijksnacht en de problemen bij het geven van borstvoeding. Hierin volgde ze Rousseau, die in zijn Confessions ook 'ongepaste' persoonlijke details vermeldde.
Het manuscript van haar memoires vertrouwde ze toe aan de journalist Luc-Antoine de Champagneux, die ze nog kende uit Lyon. Toen ook hij gearresteerd dreigde te worden, werd het document verbrand om te voorkomen dat het in verkeerde handen zou vallen. In de laatste maanden van haar gevangenschap schreef ze de memoires helemaal opnieuw. Dit tweede manuscript werd in kleine pakketjes uit de gevangenis gesmokkeld en door Bosc d'Antic tijdens de Terreur verborgen gehouden. Het bevindt zich nu in de Bibliothèque nationale de France in Parijs.
Madame Roland wilde dat haar woorden na haar dood gepubliceerd zouden worden. Ze vond het jammer dat ze niet de tijd van leven zou hebben om de volledige geschiedenis van de Franse Revolutie op schrift te zetten. In 1795, twee jaar na haar dood, verschenen de memoires voor het eerst in druk. Er werden zeker 12.000 exemplaren van verkocht. Deze eerste uitgave was geredigeerd door Bosc d'Antic; verwijzingen naar haar liefde voor Buzot en haar deïstische ideeën waren door hem 'gekuist'. In 1864 werden de door Bosc verwijderde stukken tekst en vijf brieven van Madame Roland aan Buzot teruggevonden. Toen werd pas duidelijk wie de man was op wie Madame Roland de laatste maanden van haar leven verliefd was. In 1905 werd voor het eerst de volledige ongecensureerde tekst uitgegeven.
Veel van haar brieven aan vrienden, familieleden en mede-revolutionairen zijn bewaard gebleven en gepubliceerd; ook deze vormen een rijke bron van informatie over historische gebeurtenissen en personen, en over het dagelijkse leven aan het eind van de 18e eeuw. Het gaat om zo'n duizend brieven uit de periode 1767 tot 1793. Haar belangrijkste correspondenten waren haar jeugdvriendin Sophie Cannet, haar man en Bosc d'Antic; daarnaast correspondeerde ze ook veel met de bevriende girondijnen Lanthenas en Bancal d'Issarts.

### Geschiedschrijving

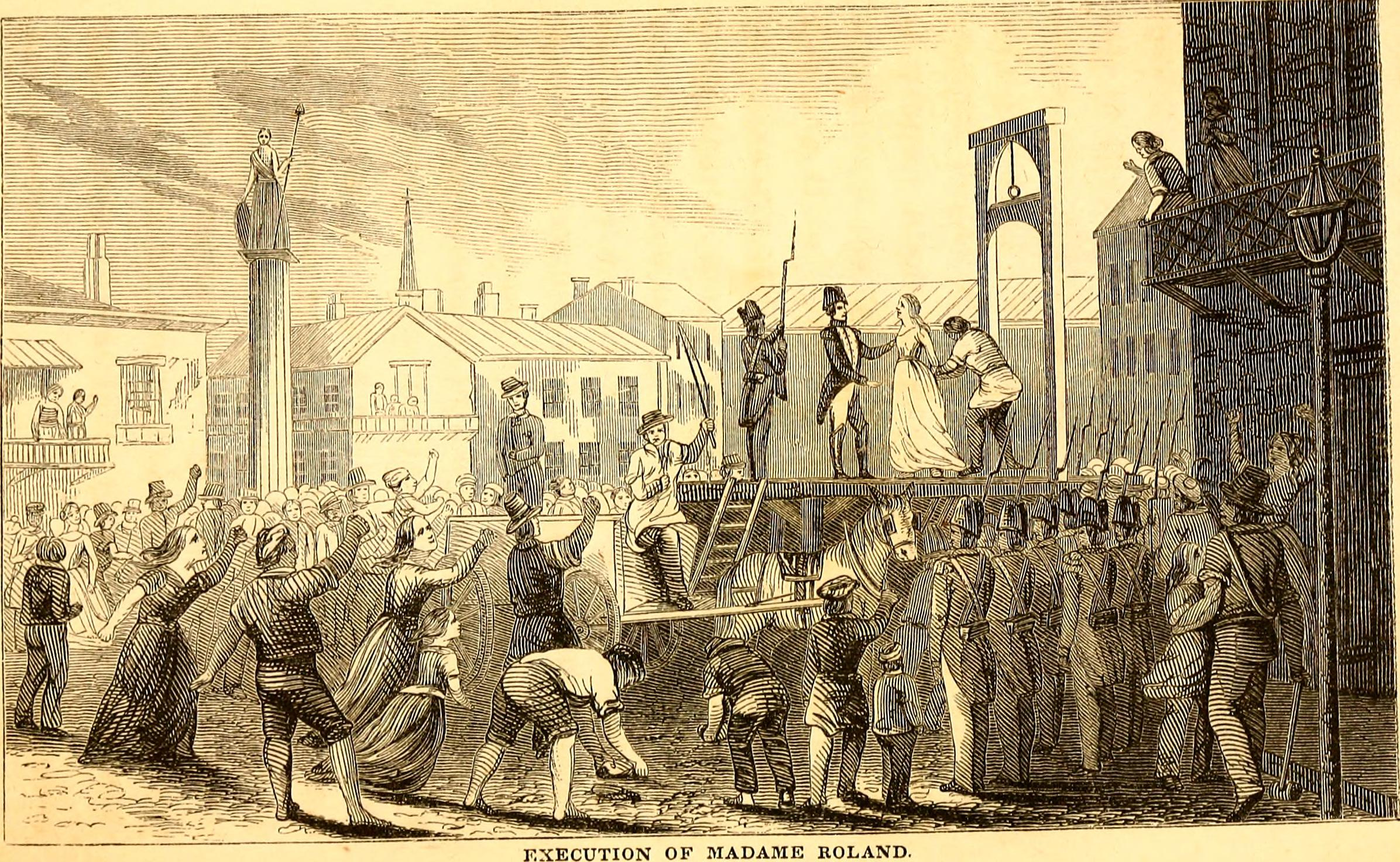
Illustratie uit The History of Madame Roland, een biografie uit 1850

In 1837 publiceerde de Schotse historicus Thomas Carlyle The French Revolution: a History, zijn beroemde studie over de Franse Revolutie. Hij besteedde ruimschoots aandacht aan de rol van Madame Roland, die hij de moedigste van alle Franse vrouwen noemde. Ook Alphonse de Lamartine schreef lovend over haar in zijn Histoire des Girondins (1847).
In de tweede helft van de negentiende eeuw verschenen de eerste biografieën over Madame Roland. Deze volgden het bewonderende voorbeeld van Carlyle en De Lamartine en waren gebaseerd op geredigeerde versies van haar memoires. Tot in de 20e eeuw legden biografen de nadruk op haar intelligentie, vrouwelijke charme en hoogstaande karakter, en schetsten ze haar vooral als een tragische heldin in de strijd voor vrijheid en gelijkheid. De Amerikaanse schrijfster Jeanette Eaton schreef over Madame Roland speciaal voor kinderen een bekroonde biografie met de titel A daughter of the Seine (1929).

### Vrouwenstudies
De memoires en brieven van Madame Roland zijn uniek in de zin dat ze de Franse Revolutie laten zien vanuit het perspectief van een zeer intelligente vrouw die een actieve rol speelde in het hart van de gebeurtenissen. Toen eind twintigste eeuw de belangstelling voor de rol van vrouwen in de geschiedenis groeide, leidde dit tot een toename van de publicaties over leven en werk van Madame Roland. Zo is er een genuanceerder en minder geïdealiseerd beeld van haar ontstaan, met ruimte voor minder positieve kanten van haar karakter en haar optreden. Ook is er een zeker eerherstel van Jean-Marie Roland, die traditioneel werd gepresenteerd als iemand die intellectueel en politiek volledig in de schaduw van zijn vrouw stond. Er wordt nu erkend dat hij weliswaar niet het charisma en het scherpe politiek talent van zijn vrouw had, maar wel een intelligent en consciëntieus bestuurder was.
Er is met name aandacht voor de tegenstelling tussen Madame Rolands standpunten over de beperkte rol die vrouwen in het openbare leven zouden moeten spelen en haar eigen actieve en sturende betrokkenheid bij de politiek. Madame Roland heeft zich nooit ingezet of uitgesproken voor vrouwenrechten. Zij verklaarde dat de tijd nog niet rijp was voor vrouwen om openlijk deel te nemen aan het publieke debat. Het was de rol van vrouwen om achter de schermen de mannen te inspireren en te steunen. Pas als alle Franse mannen politiek en sociaal vrij waren, zouden ook de vrouwen naar buiten kunnen treden. Het is mogelijk dat zij ook in dit standpunt haar idool Rousseau volgde, die vond dat vrouwen vooral dienstbaar moesten zijn.
Tegelijkertijd geeft ze in haar memoires aan dat de beperkingen die de maatschappij aan vrouwen oplegde haar wel degelijk tegenstonden, en terugblikkend vond ze het moeilijk te verteren dat ze een tijd lang een onderschikte rol had gespeeld in de samenwerking met haar man. Zij koos er echter voor om zich te conformeren aan de sociale normen van haar tijd. Haar standpunten liggen dichter bij die van Louise de Kéralio dan bij die van de revolutionaire feministes Etta Palm en Olympe de Gouges.

### In muziek, film en literatuur
Het leven van Madame Roland inspireerde schrijvers, componisten en filmmakers:
- Camille de Sainte-Croix en Émile Bergerat (1899). Manon Roland. Toneelstuk
- Felix Fourdrain (1913). Madame Roland: Drame Lyrique En Trois Actes Et Cinq Tableaux. Opera
- Enrico Guazzoni (regisseur) (1912). Madame Roland. Film. De rol van Madame Roland werd gespeeld door Gianna Terribili-Gonzales.
- Edouard Molinaro (regisseur) (1989). Manon Roland. Film. Sabine Haudepin speelde de rol van Madame Roland.
- Hilary Mantel. (1992) A place of greater safety (Een veiliger oord). Madame Roland is een van de personages in deze historische roman.

### In de beeldende kunst

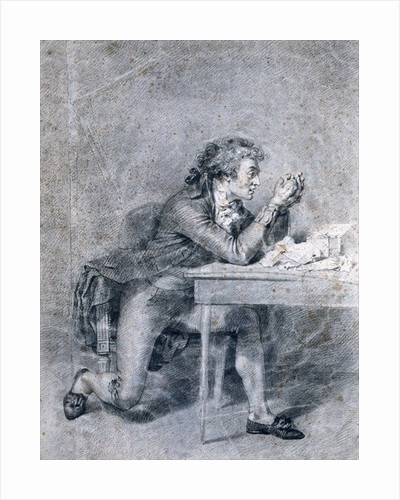
François Buzot met een miniatuur van Madame Roland. Afbeelding door Etienne Charles Leguay
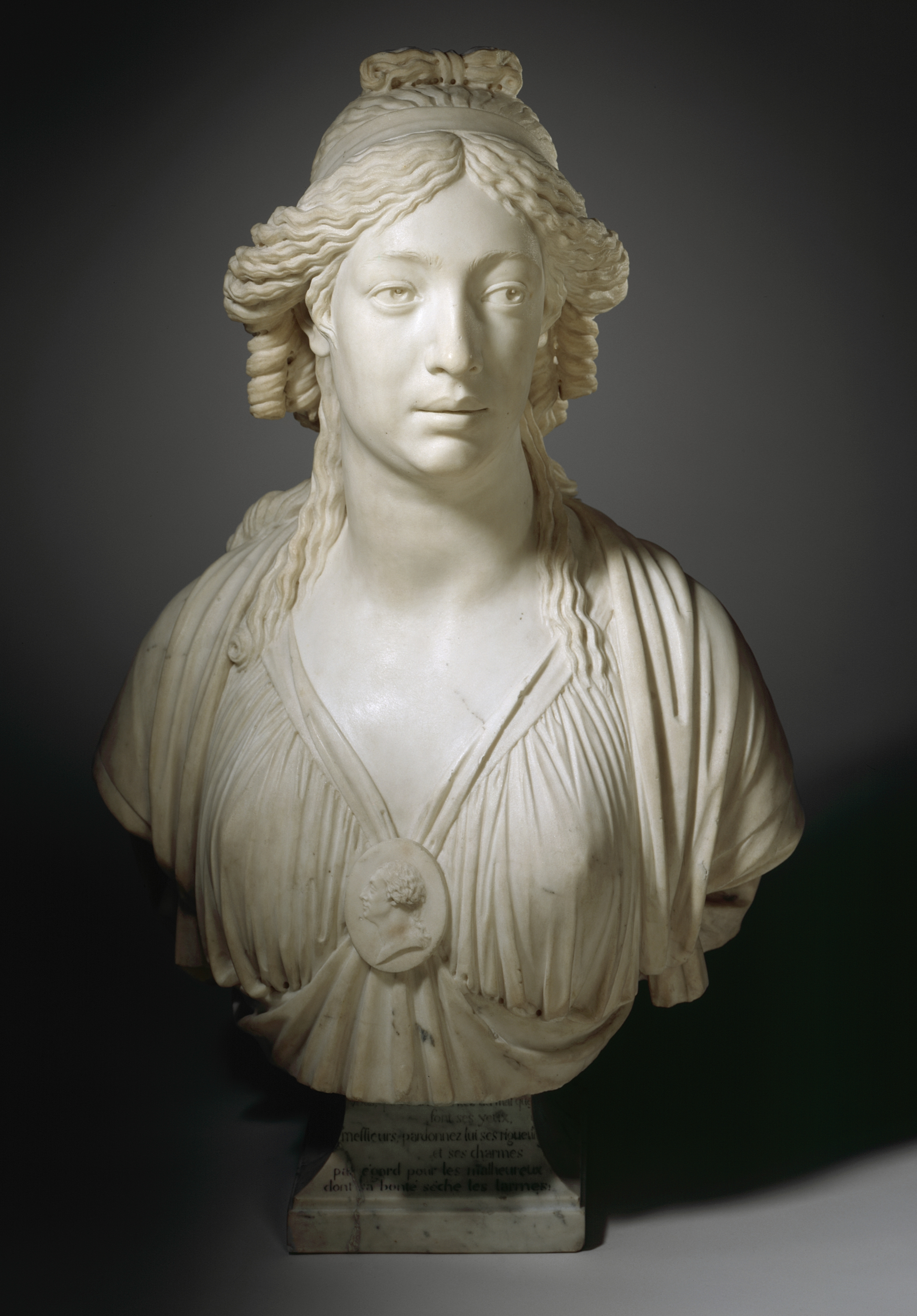
Borstbeeld van Madame Roland door François Masson (1745–1807)
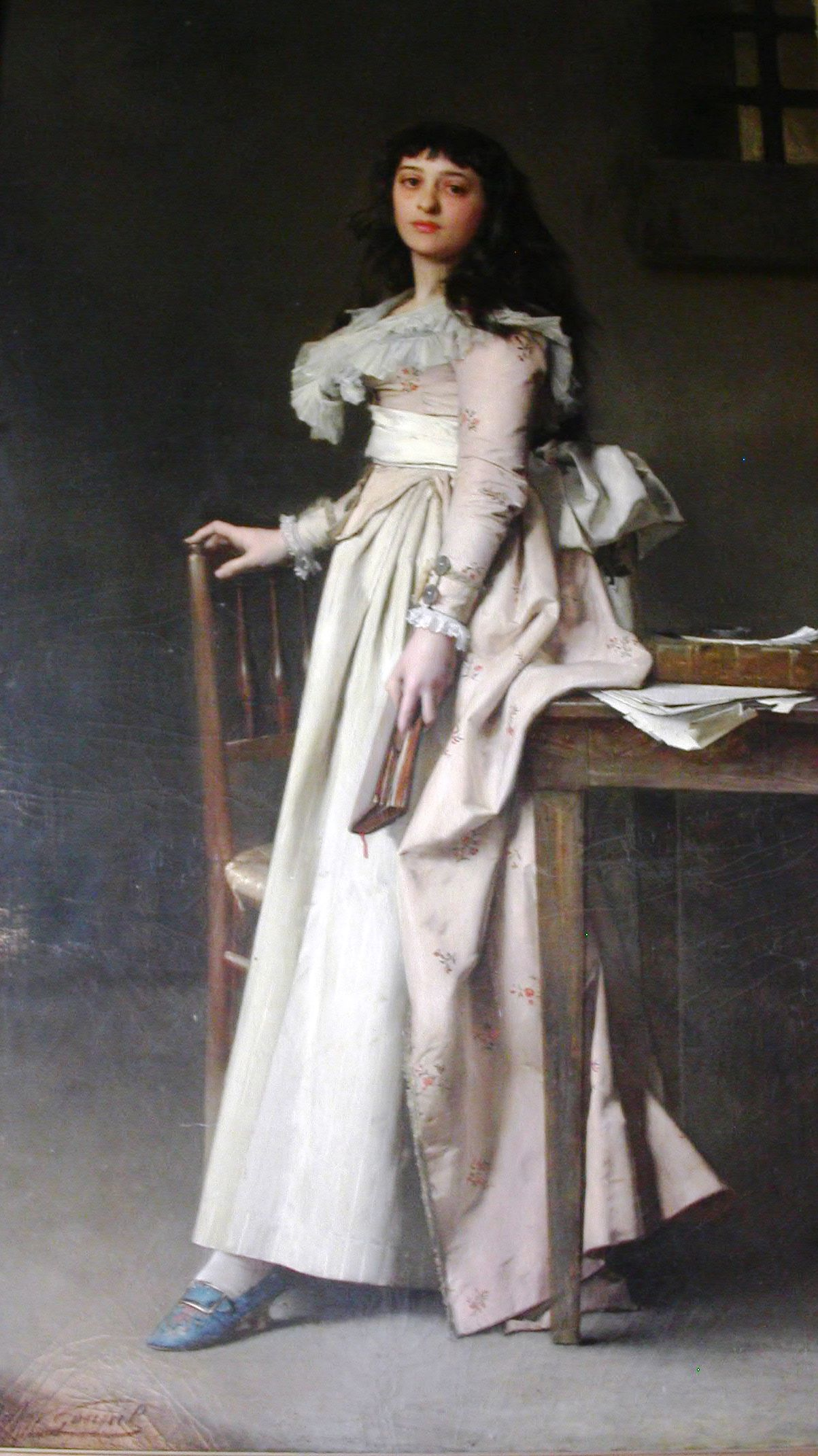
Schilderij van Jules-Adolphe Goupil (1839–1883) De laatste dag van Madame Roland. 1880
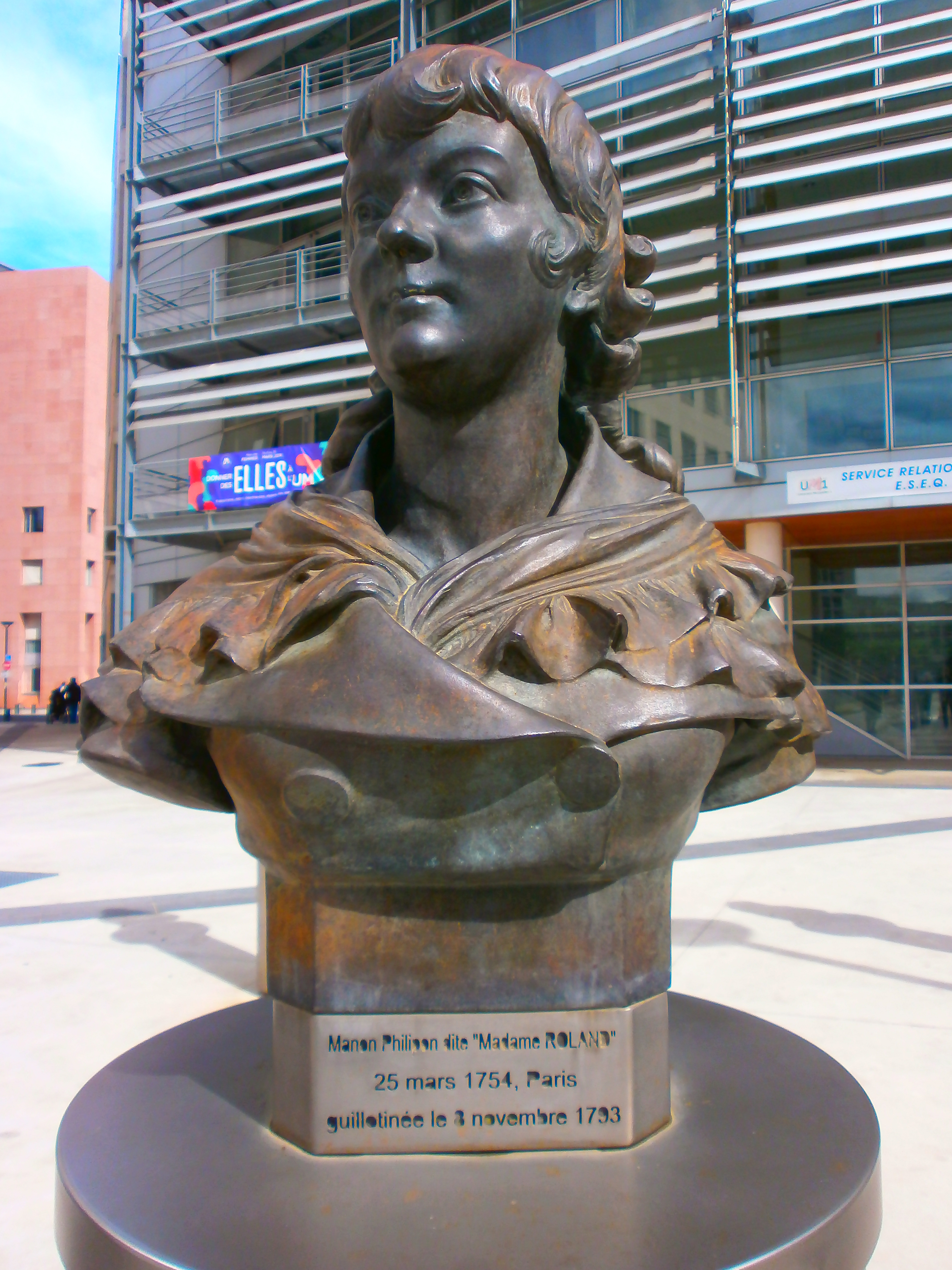
Borstbeeld van Madame Roland in Montpellier, door Joseph Carlier (1849–1927)
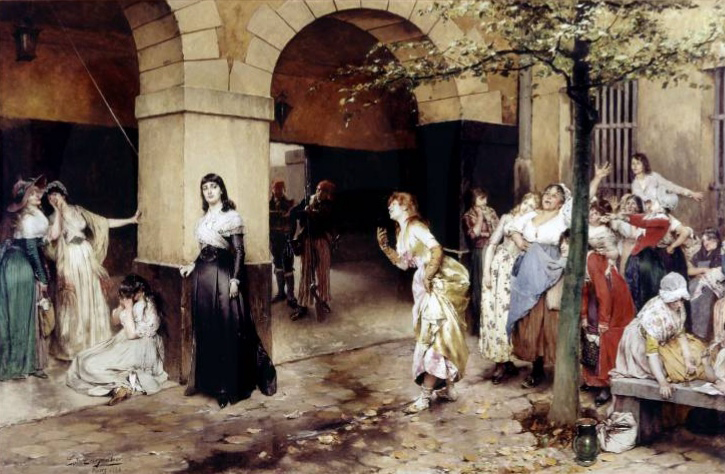
Madame Roland wordt in de gevangenis Sainte Pélagie bespot door medegevangenen, door Evariste Carpentier. 1886
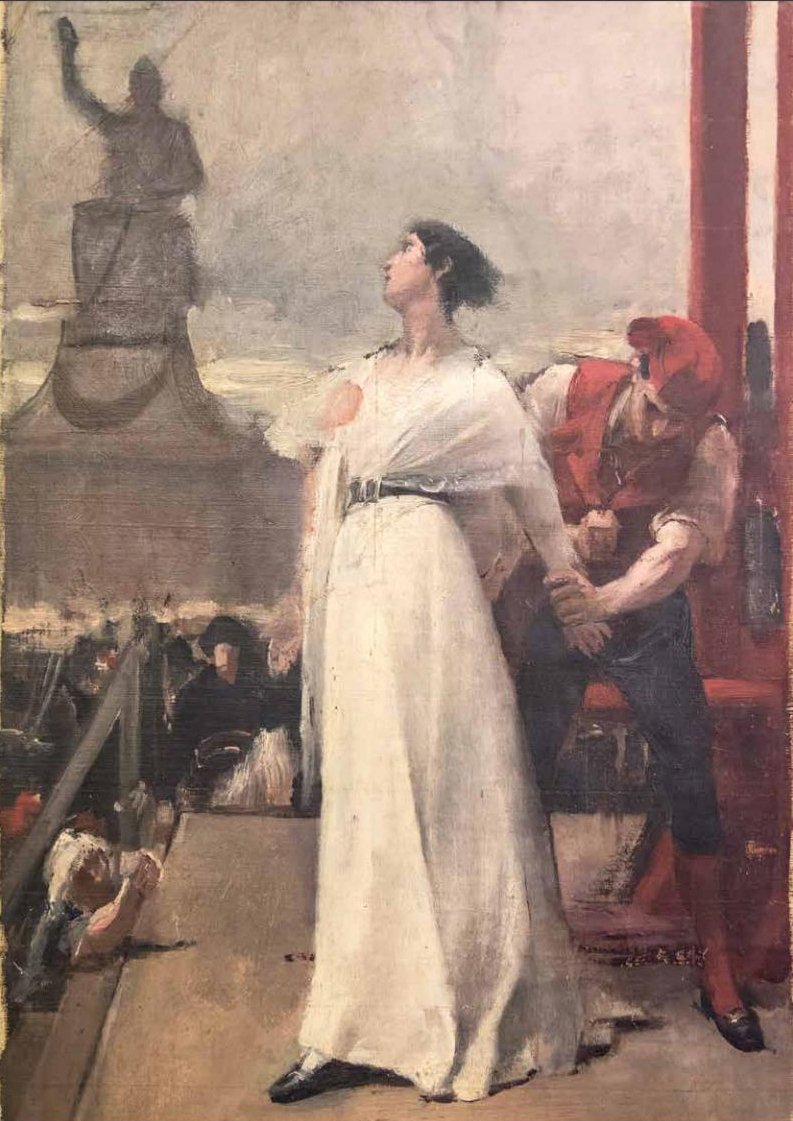
Madame Roland op het schavot. Maker onbekend, eind 19e eeuw

## Publicaties (selectie)
- Lettres de Madame Roland: 1780 - 1793. 1900-1902. Deel 1.Deel 2
- Lettres de Madame Roland: 1767 - 1780. 1913-1915. Deel 1.Deel 2
- Mémoires de madame Roland. 1905. Deel 1; Deel 2 (Volledige tekst)
- The private memoirs of Madame Roland. 1901. (Engelse vertaling)